# Castanet-le-Haut
Pour les articles homonymes, voir Castanet.
Castanet-le-Haut [\kas.ta.ne lə o\], en occitan Castanet lo Naut [\kas.ta.'net lu 'nawt\], est une commune française située dans l'ouest du département de l'Hérault, en région Occitanie.
Exposée à un climat de montagne, elle est drainée par le Dourdou de Camarès, la Mare, le Bouissou, l'Héric et par divers autres petits cours d'eau. Incluse dans le parc naturel régional du Haut-Languedoc, la commune possède un patrimoine naturel remarquable : trois sites Natura 2000 (les « crêtes du Mont Marcou et des Monts de Mare », « le Caroux et l'Espinouse » et la « montagne de l'Espinouse et du Caroux »), deux espaces protégés (l'« Espinouse » et Le Caroux-Espinouse) et quatre zones naturelles d'intérêt écologique, faunistique et floristique.
Castanet-le-Haut est une commune rurale qui compte 224 habitants en 2022, après avoir connu un pic de population de 701 habitants en 1846. Ses habitants sont appelés les Castanetais et Castanetaises.

## Géographie

### Localisation
Commune de l'Hérault, limitrophe avec les départements du Tarn et de l'Aveyron, elle se trouve dans le territoire du parc naturel régional du Haut-Languedoc.

### Communes limitrophes et proches
Les communes limitrophes sont  Arnac-sur-Dourdou, Cambon-et-Salvergues, Murat-sur-Vèbre, Mélagues, Rosis et Saint-Geniès-de-Varensal.

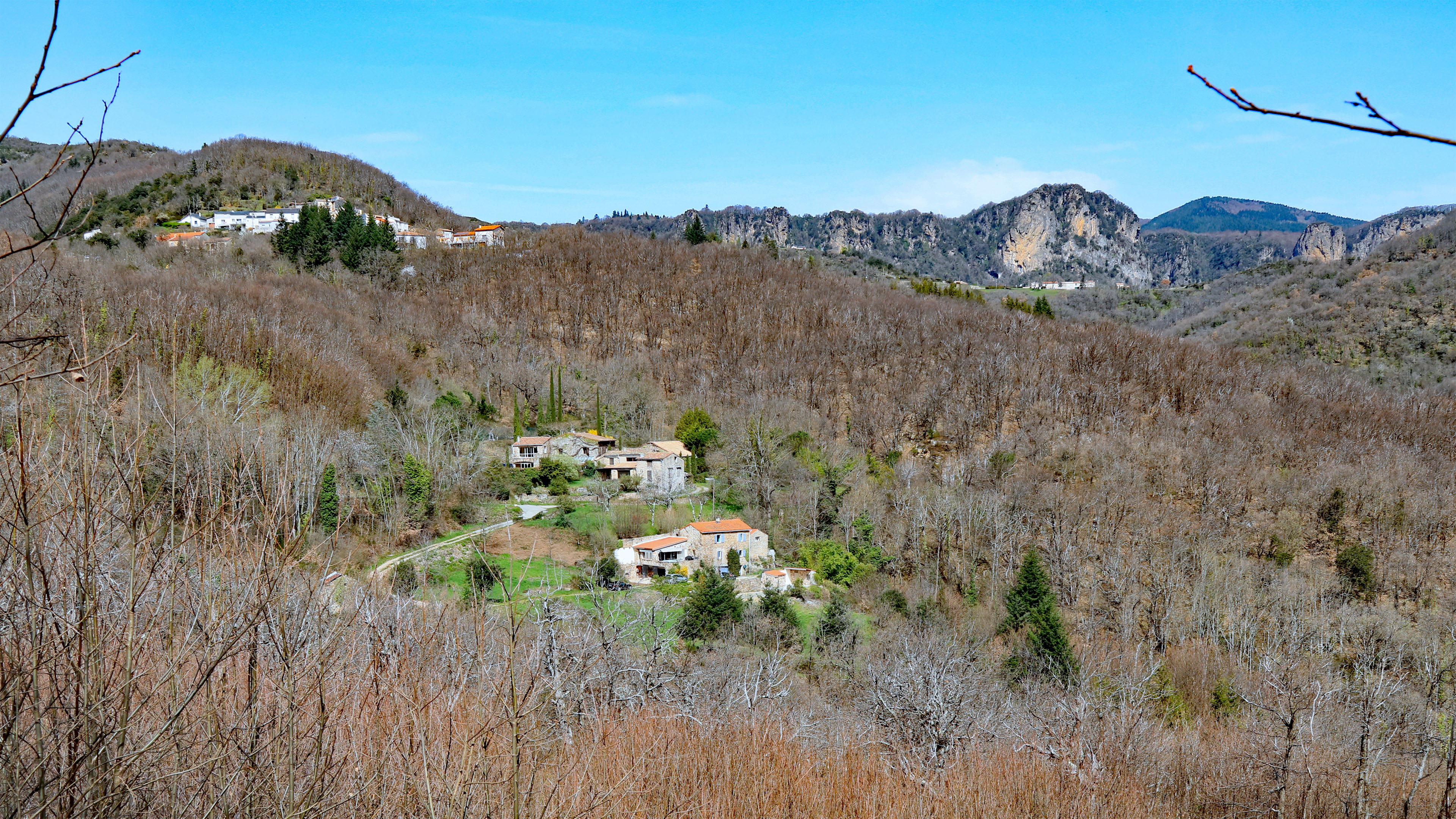

|                        | Arnac-sur-Dourdou (Aveyron) | Mélagues (Aveyron)       |
| Murat-sur-Vèbre (Tarn) | Castanet-le-Haut            | Saint-Geniès-de-Varensal |
| Cambon-et-Salvergues   |                             | Rosis                    |

### Hameaux et lieux-dits
Les hameaux et lieux-dits suivants (masages en occitan) occupent la commune.

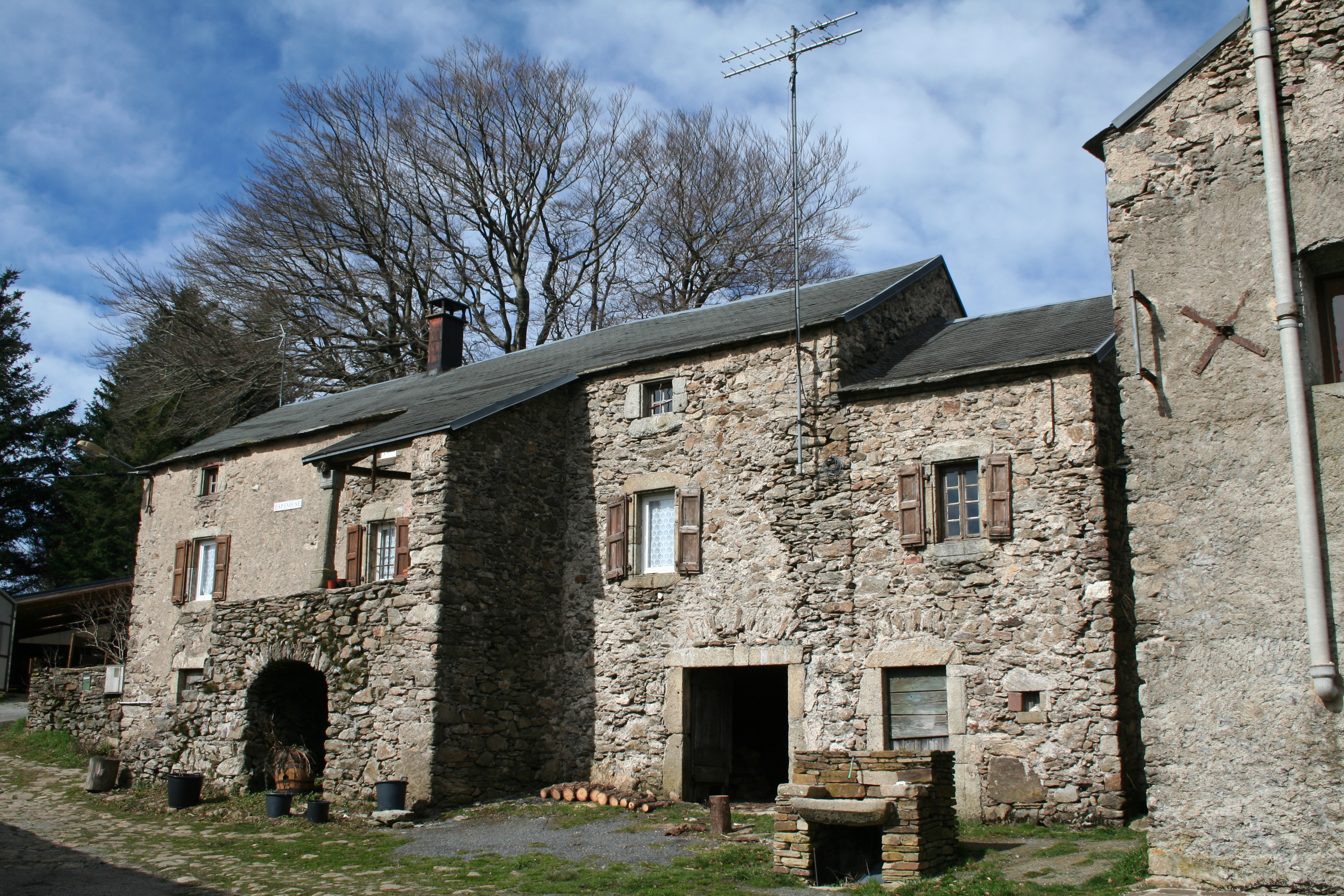
Castanet (34) ferme Rec-d'Agout

| - Baraquette (la) - Barthas (le) - Basset (le) - Belair (ou le Bessou) - Castanet - Clèdes (les) - Coste (la) - Croix-de-Mounis (la) - Deves (le) | - Fagairolles - Facteur (le) - Fau (le) - Ginestet - Mas (Le) (jadis le Mas de l'Église) - Moulières - Moulin d'Olque (le) - Nougayrol (le) - Pabo (autrefois Pabau, Pabeau) | - Péras (le) - Prat-de-Sebe (le) - Ravin (le) - Rec d'Agout (le) (appelé aussi l'Espinouse, c'est sur ce lieu qu'une ferme auberge est présente, elle a appartenu à la famille Bétirac depuis au moins le XVIe siècle jusqu'au début du XXe. Les anciens propriétaires ont laissé leur nom au bois de Bétirac qui est voisin de la ferme). - Sainte-Barbe - Sairet - Salesse (la) - Sansac (appelé autrefois Celieusses) - Sauzes (les) |

- Barthas (le) = buisson en occitan
- Basset (le) (anciennement mas de l'église) = surnom des occupants vers 1700
- Bessou (le) = jumeau, car effectivement créé par François Rivemale qui était un enfant jumeau
- Clèdes (les) = les claies
- Deves (le) = terre dont l'usage est réglementé (cf. défens)
- Fagairolles = lieu de fougères
- Fau (le) = le hêtre
- Ginestet = lieu de genets
- Moulières = désigne peut-être un terrain humide ou bien alors désigne une grosse pierre, un rocher, servant de bornage (de l'occitan mollo et par delà du bas-latin mutulone dérivant du latin mutulus, « pierre en saillie »)
- Nougayrol (le) = lieu planté de noyers
- Péras (le) = lieu planté de poiriers
- Prat-de-Sebe (le) = nom du propriétaire (prat désignant le pré, le pâturage, ou le jardin)
- Rec d'Agout (le) = source de l'Agout
- Sansac (appelé autrefois Celieusses) = nom du propriétaire vers 1650
- Sauzes (les) = saules (les)

### Géologie et relief

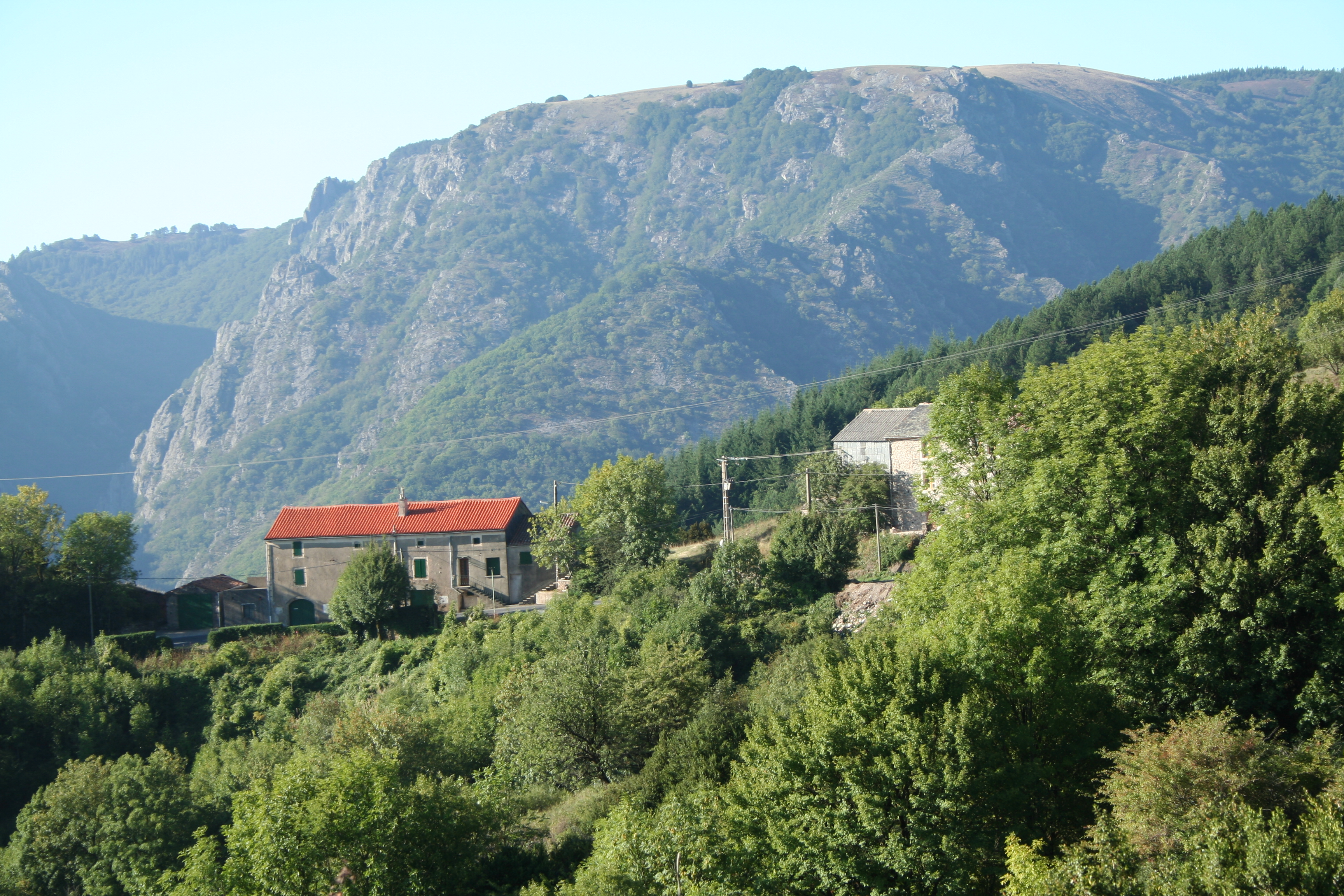
Croix de Mounis, en arrière-plan l'Espinouse.

La commune a toujours été fortement marquée par sa géographie. Elle se situe en partie dans le massif granitique de l'Espinouse, dont le sommet est le point culminant du département. L'autre partie est formée par un plateau calcaire bordé par les falaises abruptes d'Olques. Les hameaux (Castanet, Pabau, Moulières) accrochés aux pentes de la montagne dépendaient fortement de la culture des châtaigniers qui est à l'origine du nom de la commune. Les familles qui habitaient là, étaient composées de petits propriétaires de minuscules champs et de châtaigneraies. La zone du plateau permettait la culture du seigle et l'élevage (ovin, bovin). Elle était divisée entre quelques (grosses) fermes propriétés de familles riches vivant dans les villes (Saint-Gervais, Bédarieux). Ces fermes étaient exploitées par des familles de métayers (souvent de père en fils). Les deux territoires de la commune dépendaient de deux paroisses différentes (Notre-Dame et Saint-Amans de Mounis) et de deux entités administratives différentes (la communauté de Castanet et celle de Saint-Gervais-Terre-Foraine). De ce fait, elles avaient chacune une vie sociale relativement indépendante.

### Hydrographie
Castanet-le-Haut est située dans la vallée de la Mare qui prend sa source dans son territoire, au Prat de Cèbe, et qui va se jeter dans l’Orb à Hérépian, après avoir traversé tout le canton. Le hameau de Castanet (qui donne son nom à la commune) est traversé par le ruisseau de Capials qui se jette dans la Mare, à la hauteur d'un très ancien moulin, autrefois propriété indivise des habitants de ce hameau.

### Voies d'accès et transports
La route D922 montant de Saint-Gervais-sur-Mare franchit le col de la Croix de Mounis (810 m), puis donne accès soit à l'Aveyron par la route D53 qui emprunte le col du Coustel (883 m), soit au Tarn après avoir franchi le Dourdou par le pont de la Mouline. Anciennement, la circulation des hommes et des biens vers le Rouergue se faisait essentiellement à partir du Poujol en empruntant le col du Pas de la Lauze.

### Climat
Pour des articles plus généraux, voir Climat de l'Occitanie et Climat de l'Hérault.
En 2010, le climat de la commune est de type climat des marges montargnardes, selon une étude s'appuyant sur une série de données couvrant la période 1971-2000. En 2020, Météo-France publie une typologie des climats de la France métropolitaine dans laquelle la commune est exposée à un climat méditerranéen et est dans la région climatique  Provence, Languedoc-Roussillon, caractérisée par une pluviométrie faible en été, un très bon ensoleillement (2 600 h/an), un été chaud (21,5 °C), un air très sec en été, sec en toutes saisons, des vents forts (fréquence de 40 à 50 % de vents > 5 m/s) et peu de brouillards.
Pour la période 1971-2000, la température annuelle moyenne est de 11,4 °C, avec une amplitude thermique annuelle de 15,2 °C. Le cumul annuel moyen de précipitations est de 1 336 mm, avec 9,7 jours de précipitations en janvier et 4 jours en juillet. Pour la période 1991-2020, la température moyenne annuelle observée sur la station météorologique installée sur la commune est de 12,9 °C et le cumul annuel moyen de précipitations est de 1 687,9 mm,. Pour l'avenir, les paramètres climatiques de la commune estimés pour 2050 selon différents scénarios d'émission de gaz à effet de serre sont consultables sur un site dédié publié par Météo-France en novembre 2022.
| Mois                                  | jan.          | fév.         | mars          | avril         | mai           | juin          | jui.          | août          | sep.          | oct.          | nov.          | déc.          | année     |
| ------------------------------------- | ------------- | ------------ | ------------- | ------------- | ------------- | ------------- | ------------- | ------------- | ------------- | ------------- | ------------- | ------------- | --------- |
| Température minimale moyenne (°C)     | 2,2           | 2            | 4,3           | 6,7           | 9,5           | 13,1          | 15,3          | 15            | 12,2          | 9,6           | 6,2           | 3,2           | 8,3       |
| Température moyenne (°C)              | 5,1           | 5,7          | 8,7           | 11,6          | 14,8          | 18,9          | 21,5          | 21,5          | 17,9          | 13,6          | 9,1           | 5,9           | 12,9      |
| Température maximale moyenne (°C)     | 7,9           | 9,3          | 13,1          | 16,6          | 20            | 24,7          | 27,8          | 28            | 23,5          | 17,7          | 12            | 8,7           | 17,4      |
| Record de froid (°C) date du record   | −8,1 11.01.10 | −11 27.02.18 | −4,4 10.03.10 | −2,5 08.04.21 | 1,3 07.05.19  | 5,9 05.06.13  | 8,9 03.07.11  | 8,5 27.08.12  | 3,8 30.09.20  | −1,6 30.10.12 | −5,7 27.11.10 | −7,1 12.12.12 | −11 2018  |
| Record de chaleur (°C) date du record | 17,6 30.01.13 | 25 27.02.19  | 25 17.03.14   | 29,2 09.04.11 | 30,6 25.05.11 | 37,7 17.06.22 | 37,6 16.07.22 | 40,4 23.08.23 | 33,3 04.09.16 | 29 02.10.11   | 20,7 09.11.15 | 16,3 23.12.22 | 40,4 2023 |
| Précipitations (mm)                   | 139,9         | 133,1        | 174,6         | 159,4         | 155,2         | 64,3          | 42,3          | 42,2          | 99,8          | 332,5         | 226,9         | 117,7         | 1 687,9   |

### Milieux naturels et biodiversité

#### Espaces protégés
La protection réglementaire est le mode d’intervention le plus fort pour préserver des espaces naturels remarquables et leur biodiversité associée,.
Trois espaces protégés sont présents sur la commune : 
- le parc naturel régional du Haut-Languedoc, créé en 1973 et d'une superficie de 307 184 ha, qui s'étend sur 118 communes et deux départements[9]. Implanté de part et d’autre de la ligne de partage des eaux entre Océan Atlantique et mer Méditerranée, ce territoire est un véritable balcon dominant les plaines viticoles du Languedoc et les étendues céréalières du Lauragais[10],[11] ;
- l'« Espinouse », une réserve biologique dirigée, d'une superficie de 185,8 ha[12] ;
- Le Caroux-Espinouse, une réserve nationale de chasse et de faune sauvage d'une superficie de 1 693,9 ha[13].

#### Réseau Natura 2000

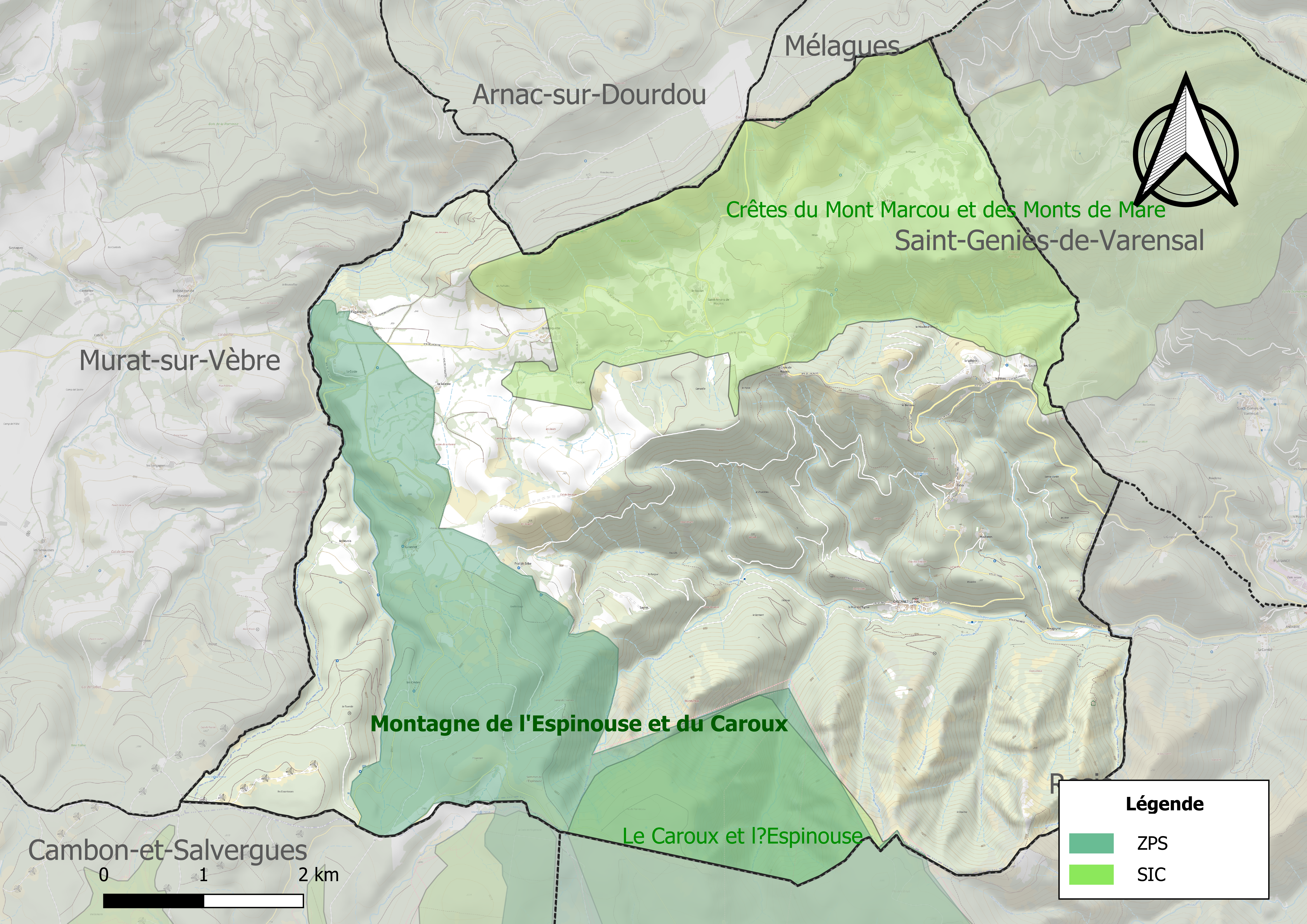
Sites Natura 2000 sur le territoire communal.

Le réseau Natura 2000 est un réseau écologique européen de sites naturels d'intérêt écologique élaboré à partir des directives habitats et oiseaux, constitué de zones spéciales de conservation (ZSC) et de zones de protection spéciale (ZPS).
Deux sites Natura 2000 ont été définis sur la commune au titre de la directive habitats :
- « le Caroux et l'Espinouse », d'une superficie de 2 316 ha, un site remarquable par sa position intermédiaire entre les domaines atlantique, continental et méditerranéen. Il accueille les tourbières les plus méridionales du Massif central[16] ;
- les « crêtes du Mont Marcou et des Monts de Mare », d'une superficie de 1 481 ha, abritant quatre espèces de chauves-souris d'intérêt communautaire (Rhinolophus ferrumequinum, R. hipposideros, Miniopterus schreibersi), et plus particulièrement le Minioptère de Schreibers[17] ;

et un au titre de la directive oiseaux : 
- la « montagne de l'Espinouse et du Caroux », d'une superficie de 3 392 ha, connue pour la diversité des formations végétales et pour sa grande faune, en particulier le mouflon introduit avec succès il y a plusieurs décennies, son intérêt ornithologique est moins connu[18].

#### Zones naturelles d'intérêt écologique, faunistique et floristique
L’inventaire des zones naturelles d'intérêt écologique, faunistique et floristique (ZNIEFF) a pour objectif de réaliser une couverture des zones les plus intéressantes sur le plan écologique, essentiellement dans la perspective d’améliorer la connaissance du patrimoine naturel national et de fournir aux différents décideurs un outil d’aide à la prise en compte de l’environnement dans l’aménagement du territoire.
Deux ZNIEFF de type 1 sont recensées sur la commune :
les « falaises d'Orques » (293 ha), couvrant 2 communes du département et 
les « Pont de la Mouline, vallée du Dourdou d'Arnac à Brusque, forêts du Haut-Dourdou, du Mayni et de Saint-Thomas » (2 606 ha), couvrant 6 communes dont trois dans l'Aveyron, deux dans l'Hérault et une dans le Tarn
et deux ZNIEFF de type 2, : 
- les « crêtes du Mont Marcou et des Monts de mare » (3 441 ha), couvrant 7 communes dont une dans l'Aveyron et six dans l'Hérault[22] ;
- le « massif de l'Espinouse » (20 035 ha), couvrant 19 communes du département[23].

Carte des ZNIEFF de type 1 et 2 à Castanet-le-Haut.
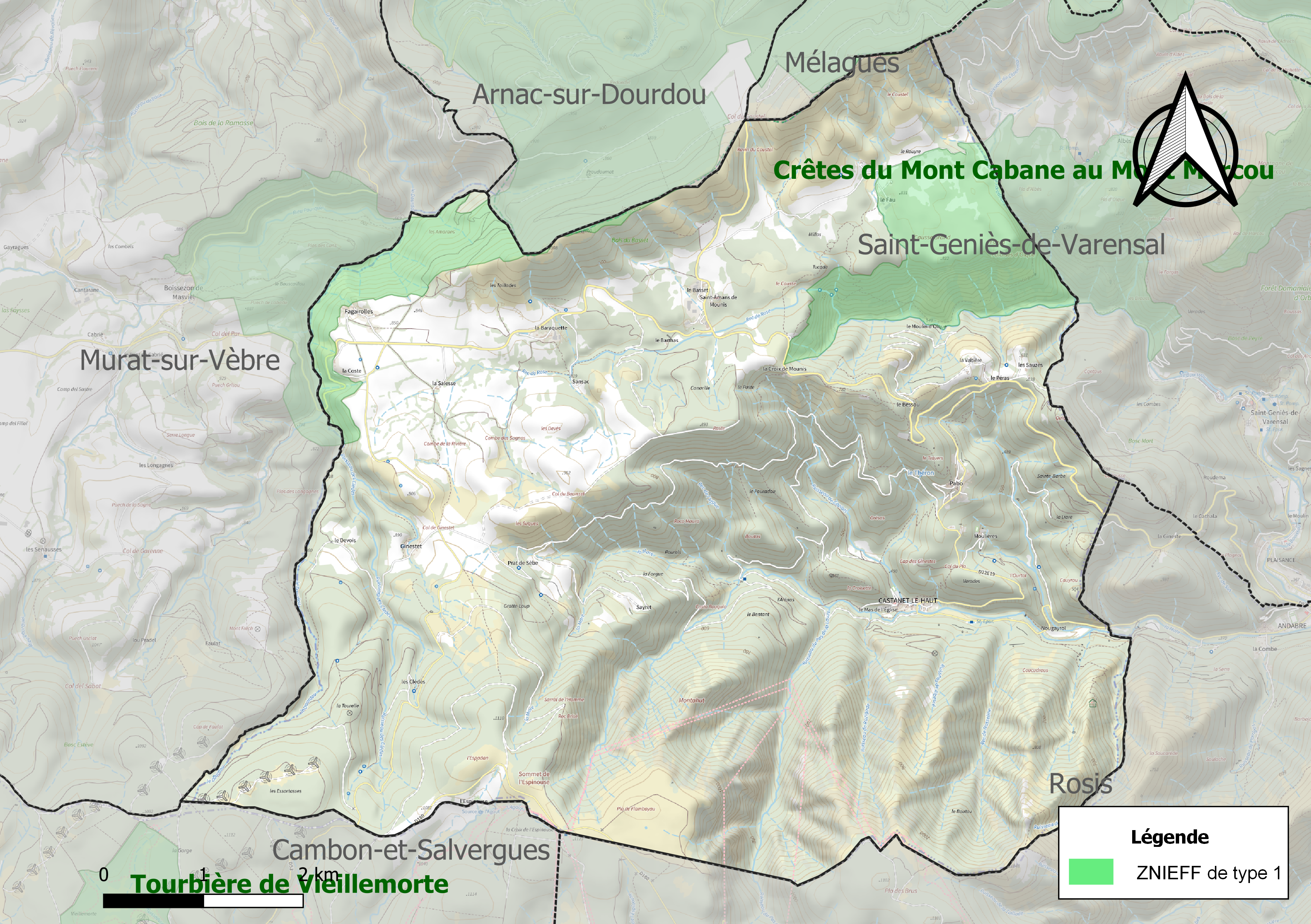
Carte des ZNIEFF de type 1 sur la commune.
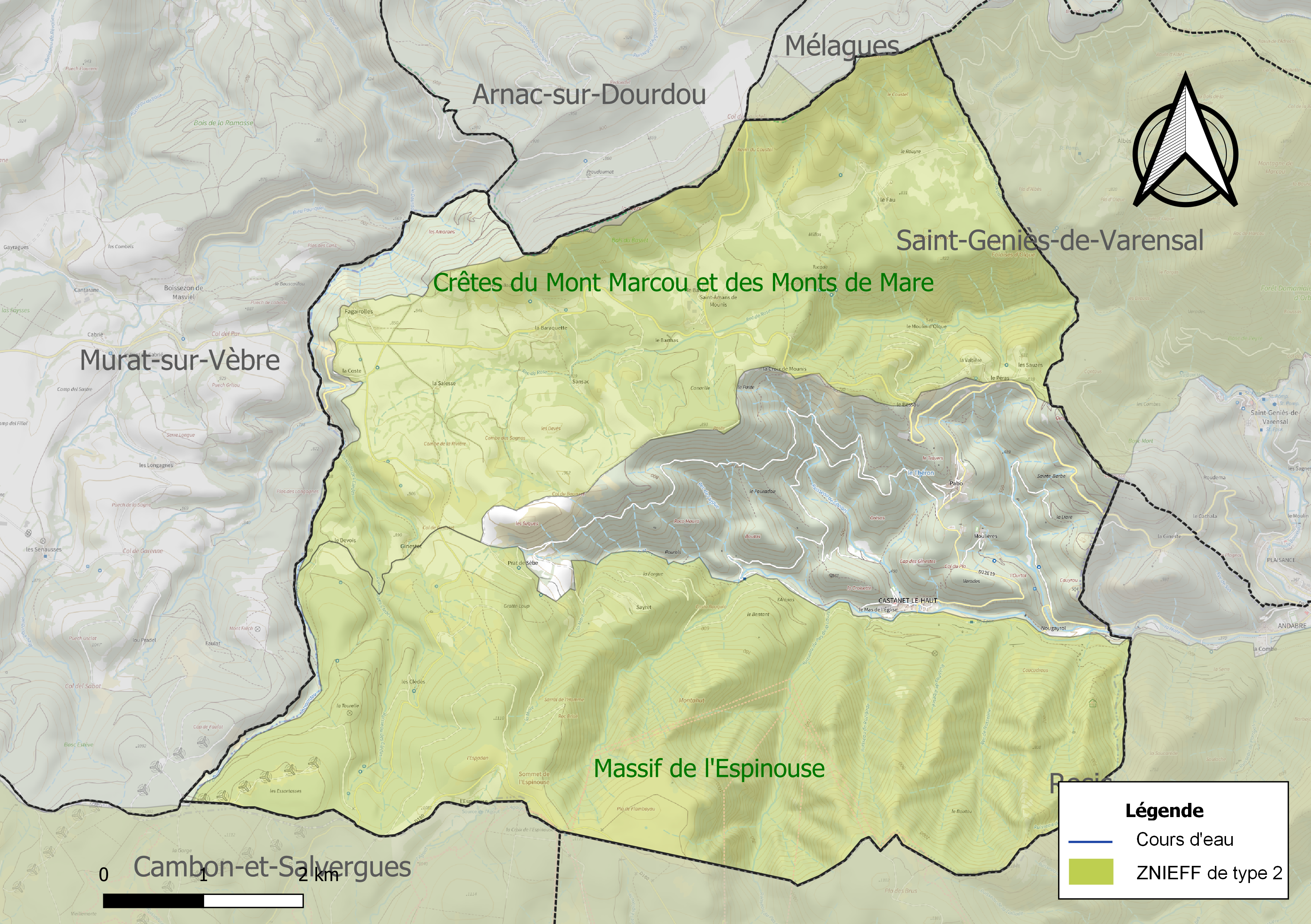
Carte des ZNIEFF de type 2 sur la commune.

## Urbanisme

### Typologie
Au 1er janvier 2024, Castanet-le-Haut est catégorisée commune rurale à habitat très dispersé, selon la nouvelle grille communale de densité à sept niveaux définie par l'Insee en 2022.
Elle est située hors unité urbaine et hors attraction des villes,.

### Occupation des sols
L'occupation des sols de la commune, telle qu'elle ressort de la base de données européenne d’occupation biophysique des sols Corine Land Cover (CLC), est marquée par l'importance des forêts et milieux semi-naturels (82,4 % en 2018), une proportion identique à celle de 1990 (82,4 %). La répartition détaillée en 2018 est la suivante : 
forêts (56,9 %), milieux à végétation arbustive et/ou herbacée (13,1 %), espaces ouverts, sans ou avec peu de végétation (12,4 %), zones agricoles hétérogènes (10,1 %), prairies (7,5 %). L'évolution de l’occupation des sols de la commune et de ses infrastructures peut être observée sur les différentes représentations cartographiques du territoire : la carte de Cassini (XVIIIe siècle), la carte d'état-major (1820-1866) et les cartes ou photos aériennes de l'IGN pour la période actuelle (1950 à aujourd'hui).

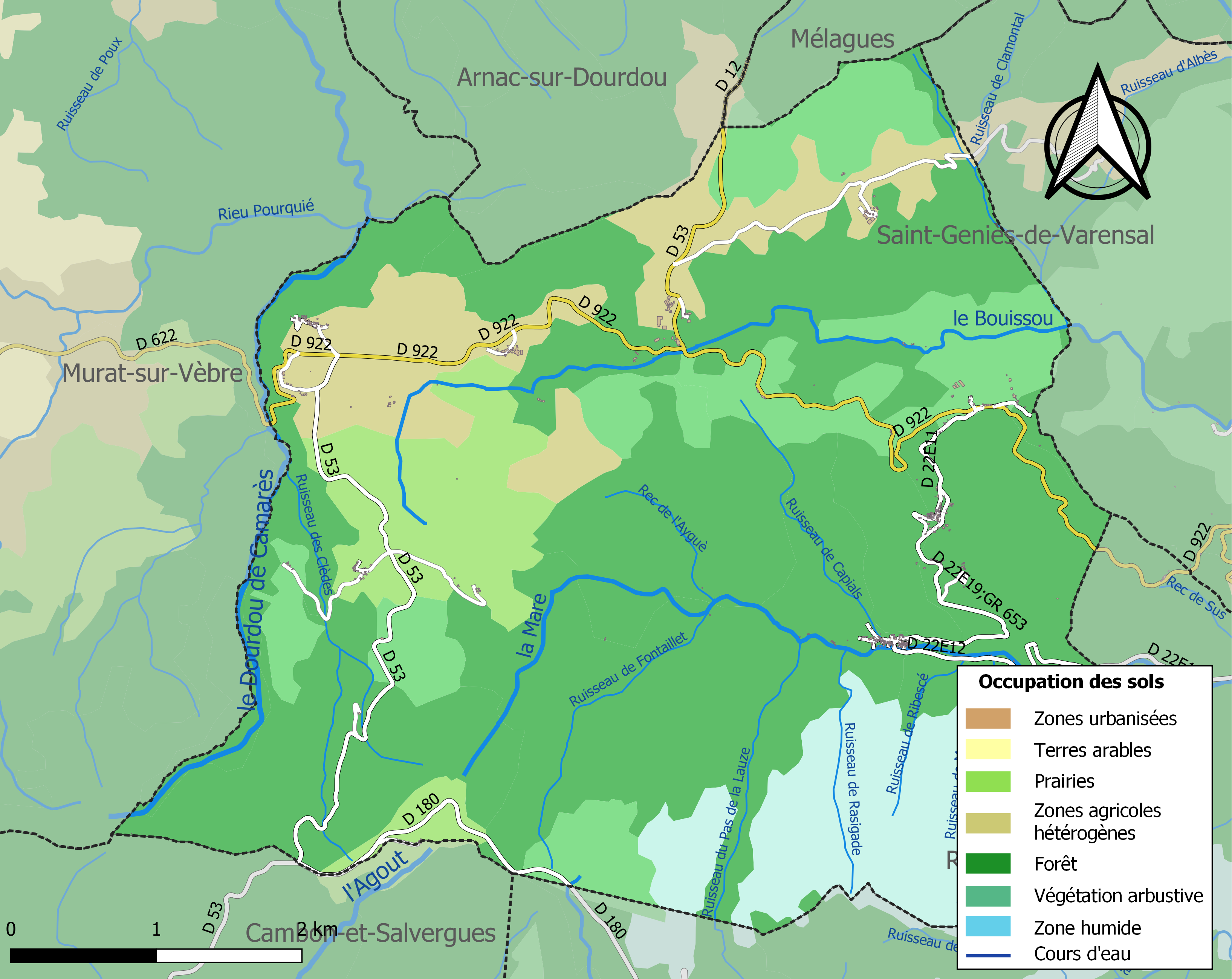
Carte des infrastructures et de l'occupation des sols de la commune en 2018 (CLC).

### Risques majeurs
Le territoire de la commune de Castanet-le-Haut est vulnérable à différents aléas naturels : météorologiques (tempête, orage, neige, grand froid, canicule ou sécheresse), inondations et séisme (sismicité très faible). Il est également exposé à deux risques particuliers : le risque minier et le risque de radon. Un site publié par le BRGM permet d'évaluer simplement et rapidement les risques d'un bien localisé soit par son adresse soit par le numéro de sa parcelle.

#### Risques naturels
Certaines parties du territoire communal sont susceptibles d’être affectées par le risque d’inondation par débordement de cours d'eau, notamment le Dourdou de Camarès, la Mare, le Bouissou et le ruisseau d'Héric. La commune a été reconnue en état de catastrophe naturelle au titre des dommages causés par les inondations et coulées de boue survenues en 1982, 1986, 1987, 1995, 1996, 1997 et 2014,.
Castanet-le-Haut est exposée au risque de feu de forêt du fait de la présence sur son territoire. Un plan départemental de protection des forêts contre les incendies (PDPFCI) a été approuvé en juin 2013 et court jusqu'en 2022, où il doit être renouvelé. Les mesures individuelles de prévention contre les incendies sont précisées par deux arrêtés préfectoraux et s’appliquent dans les zones exposées aux incendies de forêt et à moins de 200 mètres de celles-ci. L’arrêté du 25 avril 2002 réglemente l'emploi du feu en interdisant notamment d’apporter du feu, de fumer et de jeter des mégots de cigarette dans les espaces sensibles et sur les voies qui les traversent sous peine de sanctions. L'arrêté du 11 mars 2013 rend le débroussaillement obligatoire, incombant au propriétaire ou ayant droit,.

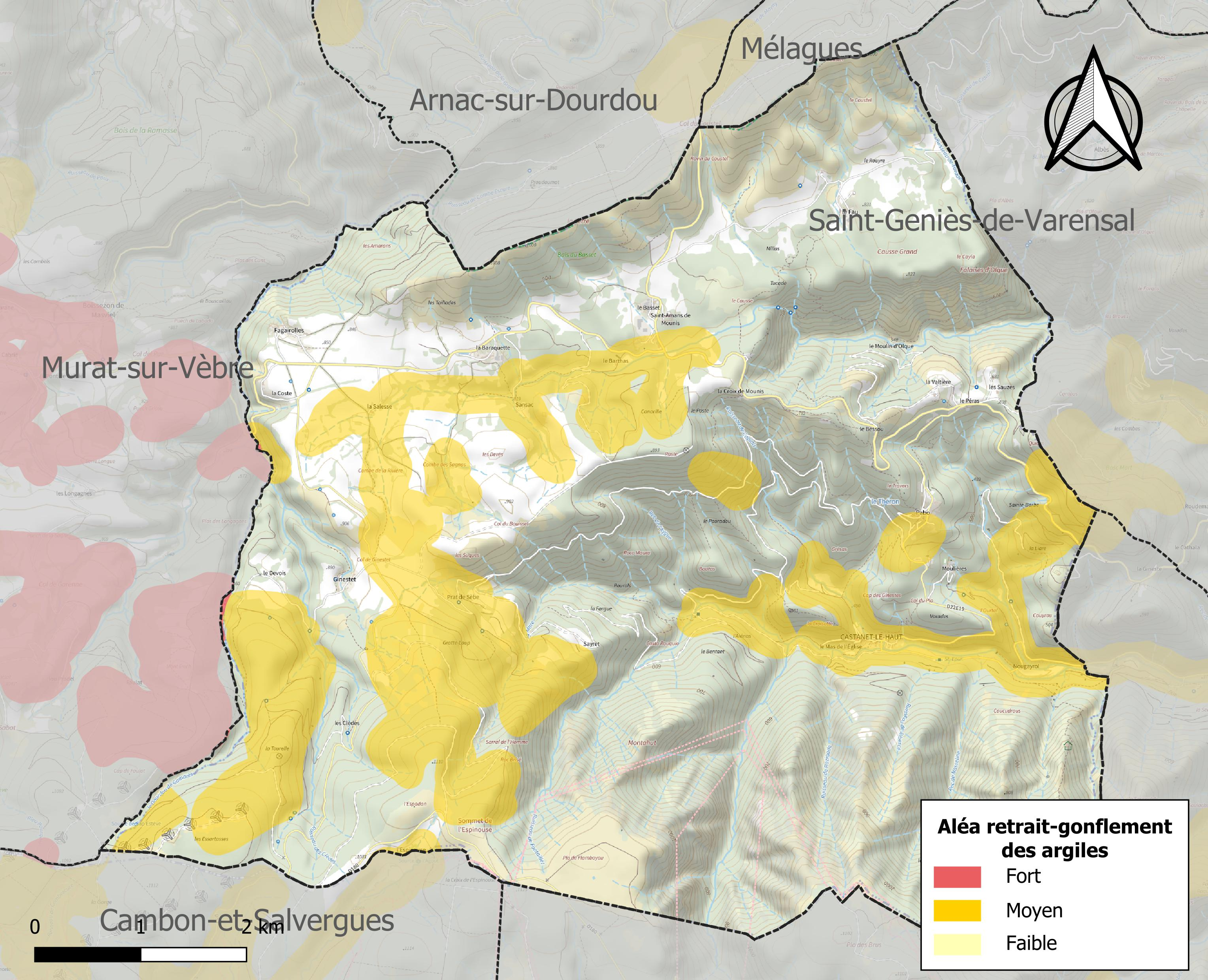
Carte des zones d'aléa retrait-gonflement des sols argileux de Castanet-le-Haut.

Le retrait-gonflement des sols argileux est susceptible d'engendrer des dommages importants aux bâtiments en cas d’alternance de périodes de sécheresse et de pluie. 24,2 % de la superficie communale est en aléa moyen ou fort (59,3 % au niveau départemental et 48,5 % au niveau national). Sur les 212 bâtiments dénombrés sur la commune en 2019, 110 sont en aléa moyen ou fort, soit 52 %, à comparer aux 85 % au niveau départemental et 54 % au niveau national. Une cartographie de l'exposition du territoire national au retrait gonflement des sols argileux est disponible sur le site du BRGM,.
Par ailleurs, afin de mieux appréhender le risque d’affaissement de terrain, l'inventaire national des cavités souterraines permet de localiser celles situées sur la commune.

#### Risque particulier
L’étude Scanning de Géodéris réalisée en 2008 a établi pour le département de l’Hérault une identification rapide des zones de risques miniers liés à l’instabilité des terrains.  Elle a été complétée en 2015 par une étude approfondie sur les anciennes exploitations minières du bassin houiller de Graissessac et du district polymétallique de Villecelle. La commune est ainsi concernée par le risque minier, principalement lié à l’évolution des cavités souterraines laissées à l’abandon et sans entretien après l’exploitation des mines.
Dans plusieurs parties du territoire national, le radon, accumulé dans certains logements ou autres locaux, peut constituer une source significative d’exposition de la population aux rayonnements ionisants. Certaines communes du département sont concernées par le risque radon à un niveau plus ou moins élevé. Selon la classification de 2018, la commune de Castanet-le-Haut est classée en zone 3, à savoir zone à potentiel radon significatif.

## Toponymie
Le nom de la commune vient du latin « castanetum » se traduisant par : châtaigneraie,, puis est nommé « de Castaneto » à l'ablatif en 1271.

## Histoire

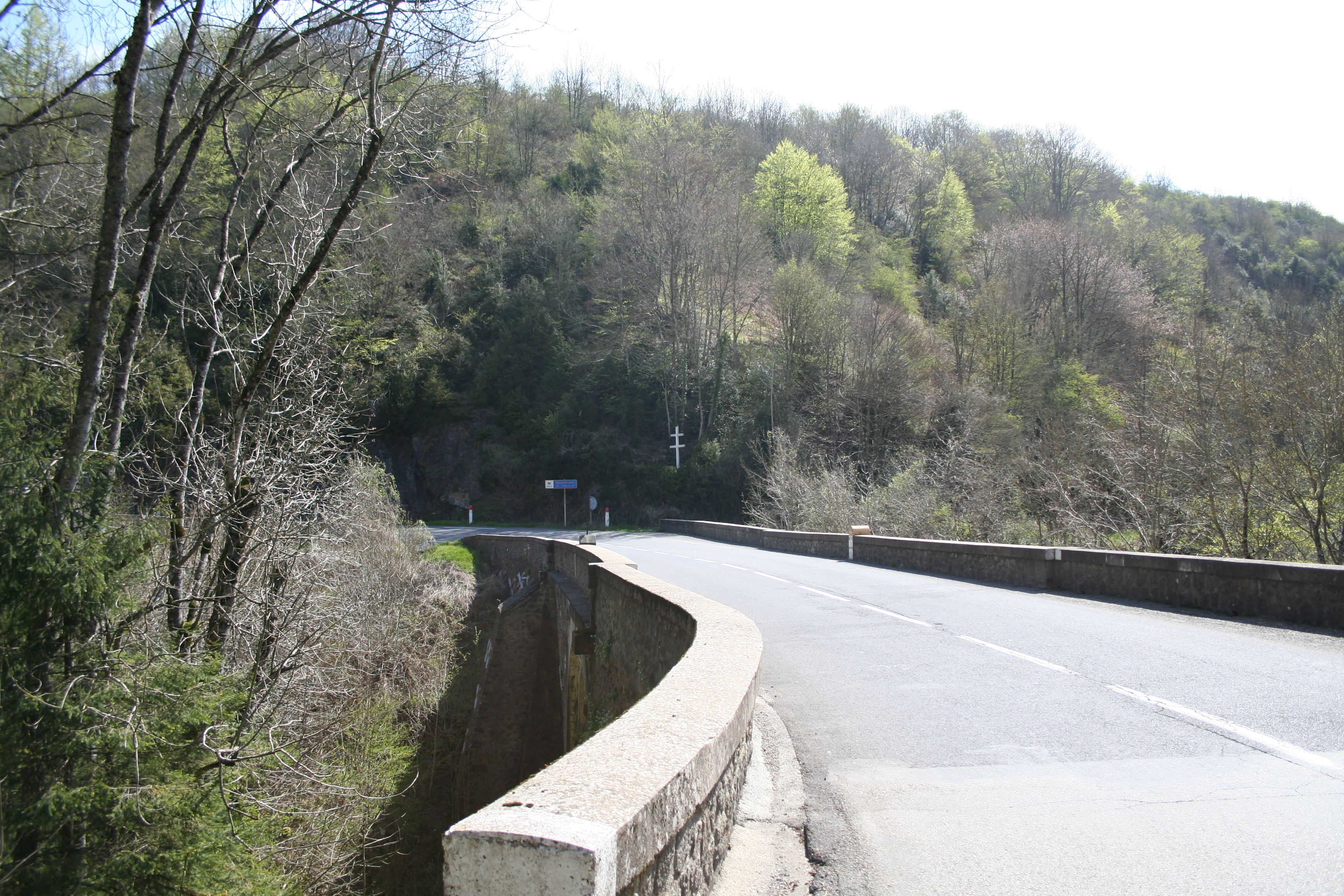
Pont de la Mouline

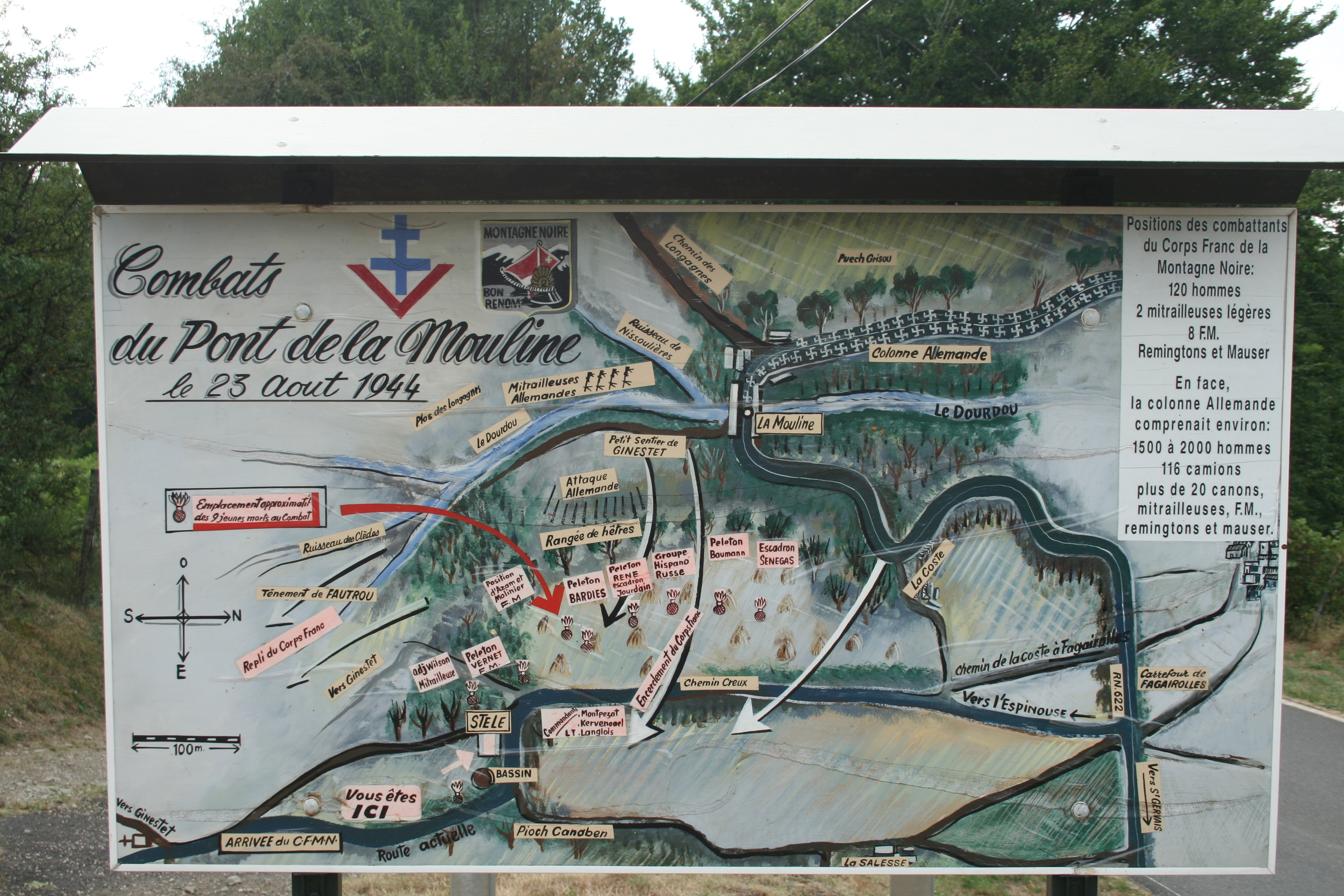
Combat du Pont de la Mouline

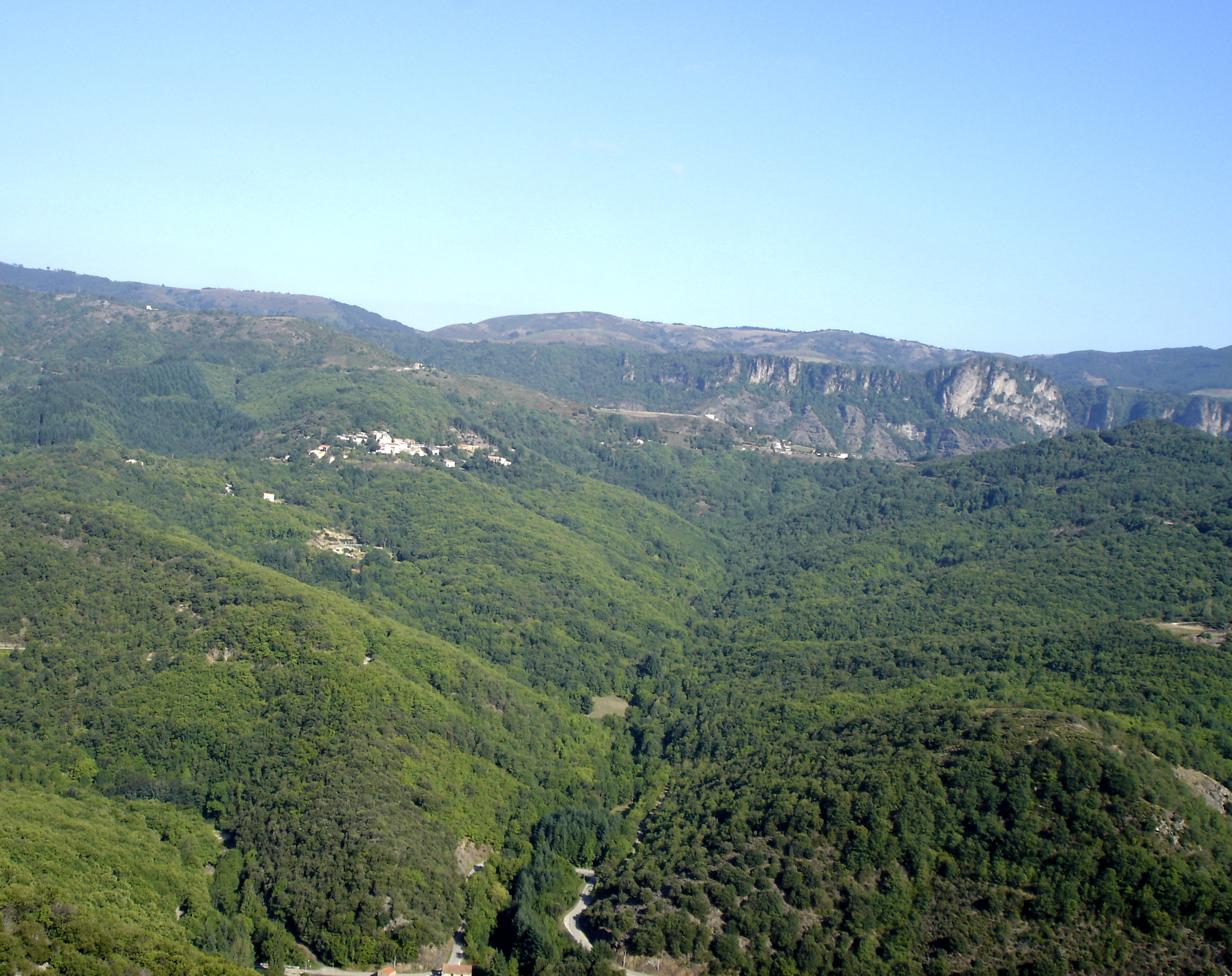
Vue sur les falaises d'Olque et quelques hameaux

Habitée au moins depuis l'époque gallo-romaine, des traces d’un camp romain situé au Plos des Brus peuvent laisser penser que des familles aient pu vivre sous les pentes de l’Espinouse dès l'époque gallo-romaine. Des tombes de type wisigothique ont été retrouvées au Nougayrol.
La commune garde de nombreuses traces de l'activité des hommes : anciennes mines d'anthracite, châtaigneraies en terrasses aujourd'hui abandonnées. Désertée lors de l'exode rural, elle ne vit plus aujourd'hui que du tourisme vert et d'un peu d'agriculture.
Castanet-le-Haut faisait partie du diocèse de Castres et de la sénéchaussée de Béziers. Pendant la révolution, l'église de Saint-Amans-de-Mounis a été fermée et vendue aux enchères à un montpelliérain. Un inventaire de son mobilier a été dressé. Les conditions de son retour au culte restent à découvrir. Des prêtres non jureurs se cachaient tout près (fermes du Barthas, du Basset), on peut supposer avec la complicité de la population. Au début de la Révolution, la commune était initialement rattachée au département du Tarn, puis en l'an X, il fut décidé son appartenance à l'Hérault avec toute la vallée de la Mare.
Le territoire actuel de Castanet-le-Haut est formé de celui de la commune initiale de Castanet-le-Haut et d'une partie de la commune disparue de Saint-Gervais-Terre-Foraine. Le changement est intervenu en 1827.
Le 23 août 1944, une forte colonne allemande motorisée d’environ 2 000 hommes, composée de 116 camions et de plus de 20 canons, vient de Toulouse et traverse le Tarn en direction de la Vallée du Rhône. Afin de la retarder et de l'affaiblir, 120 hommes résistants du Corps-franc de la Montagne Noire (CFMN) lui tendent une embuscade au Pont-de-la-Mouline, imparfaitement détruit. La colonne a enlevé un grand portail à l'auberge de la Mouline, s'en est servi pour couvrir le trou dans la chaussée et a pu passer. Dans le combat très dur qui s'est engagé, neuf résistants ont perdu la vie,,,, le reste peut se replier et se sauver grâce au brouillard qui se lève. Les allemands ont eu également des pertes, avant de poursuivre leur route.
Avant 2014, la commune faisait partie du canton de Saint-Gervais-sur-Mare, canton aujourd'hui disparu.

## Héraldique
| Blason de Castanet-le-Haut | Les armes de Castanet-le-Haut se blasonnent ainsi : d'or à trois billettes couchées de sinople rangées en fasce. |

## Politique et administration

### Liste des maires
| Période | Période  | Identité       | Étiquette | Qualité  |
| ------- | -------- | -------------- | --------- | -------- |
| 1947    | 1955     | Marius Brau    |           |          |
| 1955    | 1965     | René Allies    |           |          |
| 1965    | 1978     | Maurice Allies |           |          |
| 1978    | En cours | Max Allies     | LMR       | Retraité |

## Population et société

### Démographie

#### Évolution démographique
L'évolution du nombre d'habitants est connue à travers les recensements de la population effectués dans la commune depuis 1793. Pour les communes de moins de 10 000 habitants, une enquête de recensement portant sur toute la population est réalisée tous les cinq ans, les populations de référence des années intermédiaires étant quant à elles estimées par interpolation ou extrapolation. Pour la commune, le premier recensement exhaustif entrant dans le cadre du nouveau dispositif a été réalisé en 2008.

En 2022, la commune comptait 224 habitants, en évolution de +10,89 % par rapport à 2016 (Hérault : +7,49 %, France hors Mayotte : +2,11 %).
| 1793 | 1800 | 1806 | 1821 | 1831 | 1836 | 1841 | 1846 | 1851 |
| ---- | ---- | ---- | ---- | ---- | ---- | ---- | ---- | ---- |
| 350  | 308  | 446  | 440  | 649  | 684  | 694  | 701  | 683  |

| 1856 | 1861 | 1866 | 1872 | 1876 | 1881 | 1886 | 1891 | 1896 |
| ---- | ---- | ---- | ---- | ---- | ---- | ---- | ---- | ---- |
| 627  | 583  | 598  | 580  | 611  | 581  | 581  | 521  | 538  |

| 1901 | 1906 | 1911 | 1921 | 1926 | 1931 | 1936 | 1946 | 1954 |
| ---- | ---- | ---- | ---- | ---- | ---- | ---- | ---- | ---- |
| 510  | 518  | 513  | 502  | 504  | 517  | 505  | 356  | 291  |

| 1962 | 1968 | 1975 | 1982 | 1990 | 1999 | 2006 | 2008 | 2013 |
| ---- | ---- | ---- | ---- | ---- | ---- | ---- | ---- | ---- |
| 264  | 222  | 188  | 164  | 148  | 167  | 186  | 191  | 200  |

| 2018 | 2022 | - | - | - | - | - | - | - |
| ---- | ---- | - | - | - | - | - | - | - |
| 211  | 224  | - | - | - | - | - | - | - |

#### Pyramide des âges
En 2018, le taux de personnes d'un âge inférieur à 30 ans s'élève à 29,4 %, soit en dessous de la moyenne départementale (35,4 %). À l'inverse, le taux de personnes d'âge supérieur à 60 ans est de 29,9 % la même année, alors qu'il est de 27,5 % au niveau départemental.
En 2018, la commune comptait 108 hommes pour 103 femmes, soit un taux de 51,18 % d'hommes, largement supérieur au taux départemental (47,76 %).
Les pyramides des âges de la commune et du département s'établissent comme suit.
| Hommes | Classe d’âge | Femmes |
| ------ | ------------ | ------ |
| 0,9    | 90 ou +      | 1,0    |
| 5,6    | 75-89 ans    | 8,7    |
| 21,3   | 60-74 ans    | 22,3   |
| 22,2   | 45-59 ans    | 15,5   |
| 21,3   | 30-44 ans    | 22,3   |
| 12,0   | 15-29 ans    | 6,8    |
| 16,7   | 0-14 ans     | 23,3   |

| Hommes | Classe d’âge | Femmes |
| ------ | ------------ | ------ |
| 0,8    | 90 ou +      | 1,9    |
| 8      | 75-89 ans    | 9,9    |
| 17,2   | 60-74 ans    | 18,3   |
| 18,9   | 45-59 ans    | 18,8   |
| 18,3   | 30-44 ans    | 17,8   |
| 19,3   | 15-29 ans    | 17,9   |
| 17,5   | 0-14 ans     | 15,3   |

## Économie

### Revenus
En 2018, la commune compte 89 ménages fiscaux, regroupant 180 personnes. La médiane du revenu disponible par unité de consommation est de 18 610 € (20 330 € dans le département).

### Emploi
|                | 2008   | 2013   | 2018   |
| -------------- | ------ | ------ | ------ |
| Commune        | 8,6 %  | 16,5 % | 11,1 % |
| Département    | 10,1 % | 11,9 % | 12 %   |
| France entière | 8,3 %  | 10 %   | 10 %   |

En 2018, la population âgée de 15 à 64 ans s'élève à 126 personnes, parmi lesquelles on compte 67,5 % d'actifs (56,3 % ayant un emploi et 11,1 % de chômeurs) et 32,5 % d'inactifs,. Depuis 2008, le taux de chômage communal (au sens du recensement) des 15-64 ans est inférieur à celui du département, mais supérieur à celui de la France.
La commune est hors attraction des villes,. Elle compte 21 emplois en 2018, contre 35 en 2013 et 40 en 2008. Le nombre d'actifs ayant un emploi résidant dans la commune est de 73, soit un indicateur de concentration d'emploi de 28,8 % et un taux d'activité parmi les 15 ans ou plus de 51,5 %.
Sur ces 73 actifs de 15 ans ou plus ayant un emploi, 14 travaillent dans la commune, soit 19 % des habitants. Pour se rendre au travail, 89 % des habitants utilisent un véhicule personnel ou de fonction à quatre roues, 5,5 % s'y rendent en deux-roues, à vélo ou à pied et 5,5 % n'ont pas besoin de transport (travail au domicile).

### Activités hors agriculture

#### Secteurs d'activités
10 établissements sont implantés  à Castanet-le-Haut au 31 décembre 2019.
Le secteur de l'industrie manufacturière, des industries extractives et autres est prépondérant sur la commune puisqu'il représente 40 % du nombre total d'établissements de la commune (4 sur les 10 entreprises implantées  à Castanet-le-Haut), contre 6,7 % au niveau départemental.

#### Entreprises et commerces

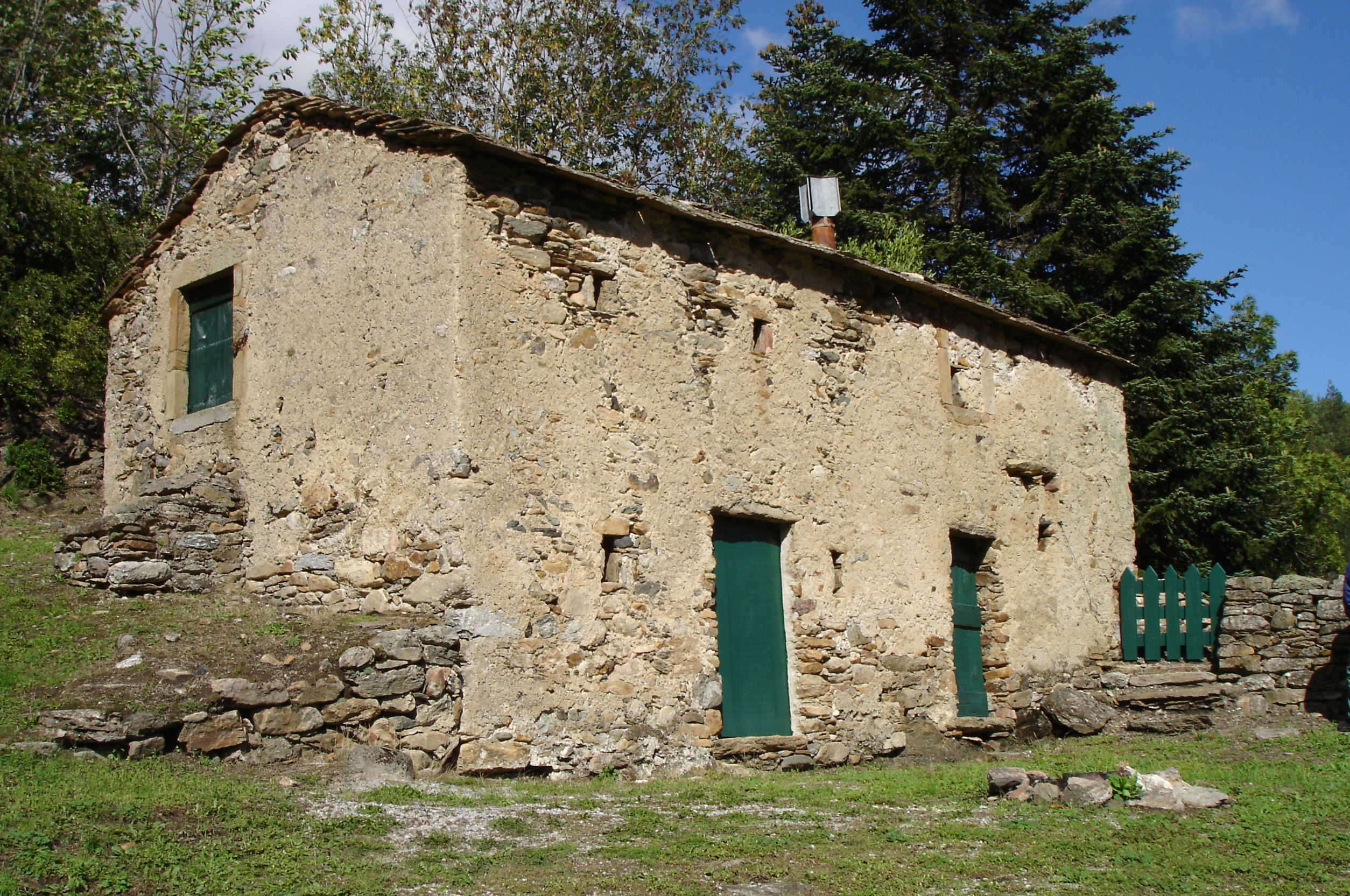
Séchoir à châtaignes (secador en occitan) ; les châtaignes sont placées à l'étage, un feu de charbon est entretenu au rez-de-chaussée durant environ un mois.

L'économie traditionnelle de Castanet-le-Haut était l'agriculture dont l'élevage ovin : le lait, dirigé vers les caves de Roquefort, servait à faire le célèbre fromage.
Le territoire du plateau était divisé entre différentes fermes exploitées essentiellement en métayage.
Les surfaces en pente du territoire était consacrées à la culture des châtaigniers.
Les châtaignes étaient séchées et transformées dans des séchoirs en châtaignons pour une meilleure conservation. Une partie de cette production était expédiée à travers toute la France.(Ils servaient à farcir les dindes de Noël)
Le bois du châtaignier était exploité par les tonneliers et les fabricants de cercles de barriques (cercliers). Les taillis de châtaigniers sont utilisés pour fabriquer des tuteurs (piquets de vigne) recherchés par les vignerons des plaines du Languedoc.
Aux XIXe et XXe siècles, l'activité des mines de charbon (anthracite) s'est développée et occupait une grande partie de la population ; elle a amené une immigration principalement espagnole et polonaise. En 1939 a été construit à Andabre un bâtiment HLM (Les Cantines) pour loger tous ces immigrés. Vers 1900, de nombreuses familles des bassins miniers de Carmaux Decazeville vinrent s'installer dans la commune. Ce charbon était exporté par une ligne de chemin de fer arrivant à Plaisance (Saint-Geniès-de-Varensal).
En 2009, sont mises en service sur l'Espinouse, huit éoliennes pour une puissance totale de 13,8 MW.

### Agriculture
|               | 1988 | 2000 | 2010 | 2020 |
| ------------- | ---- | ---- | ---- | ---- |
| Exploitations | 12   | 7    | 4    | 3    |
| SAU (ha)      | 338  | 446  | 740  | 714  |

La commune est dans les « Plateaux du Sommail et de l'Espinouze », une petite région agricole occupant une frange nord-ouest du département de l'Hérault. En 2020, l'orientation technico-économique de l'agriculture  sur la commune est la combinaisons de granivores (porcins, volailles). Trois exploitations agricoles ayant leur siège dans la commune sont dénombrées lors du recensement agricole de 2020 (12 en 1988). La superficie agricole utilisée est de 714 ha,,.

## Culture locale et patrimoine

### Lieux et monuments

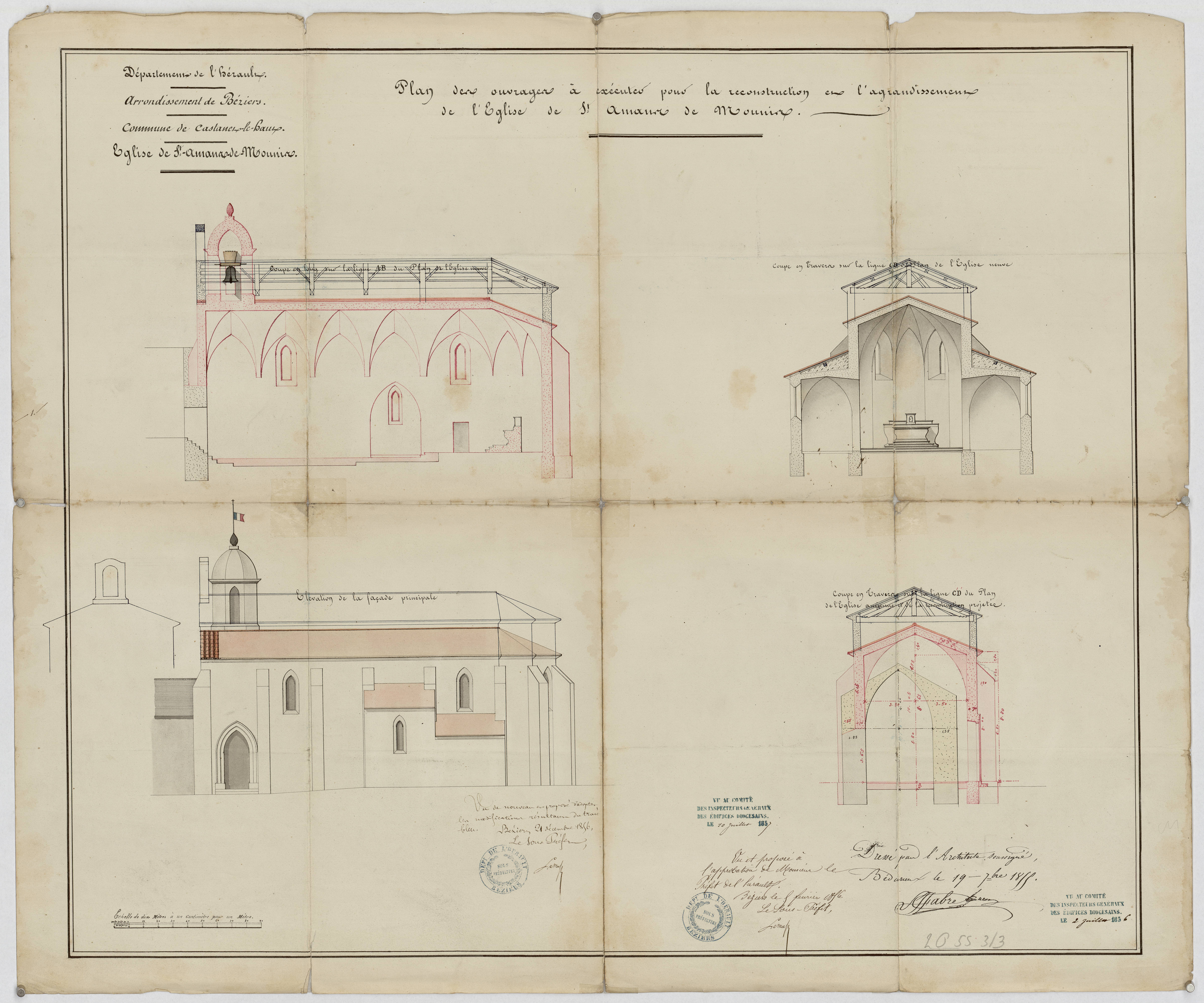
Plans et coupes de l'église de Saint-Amans-de-Mounis (1855)

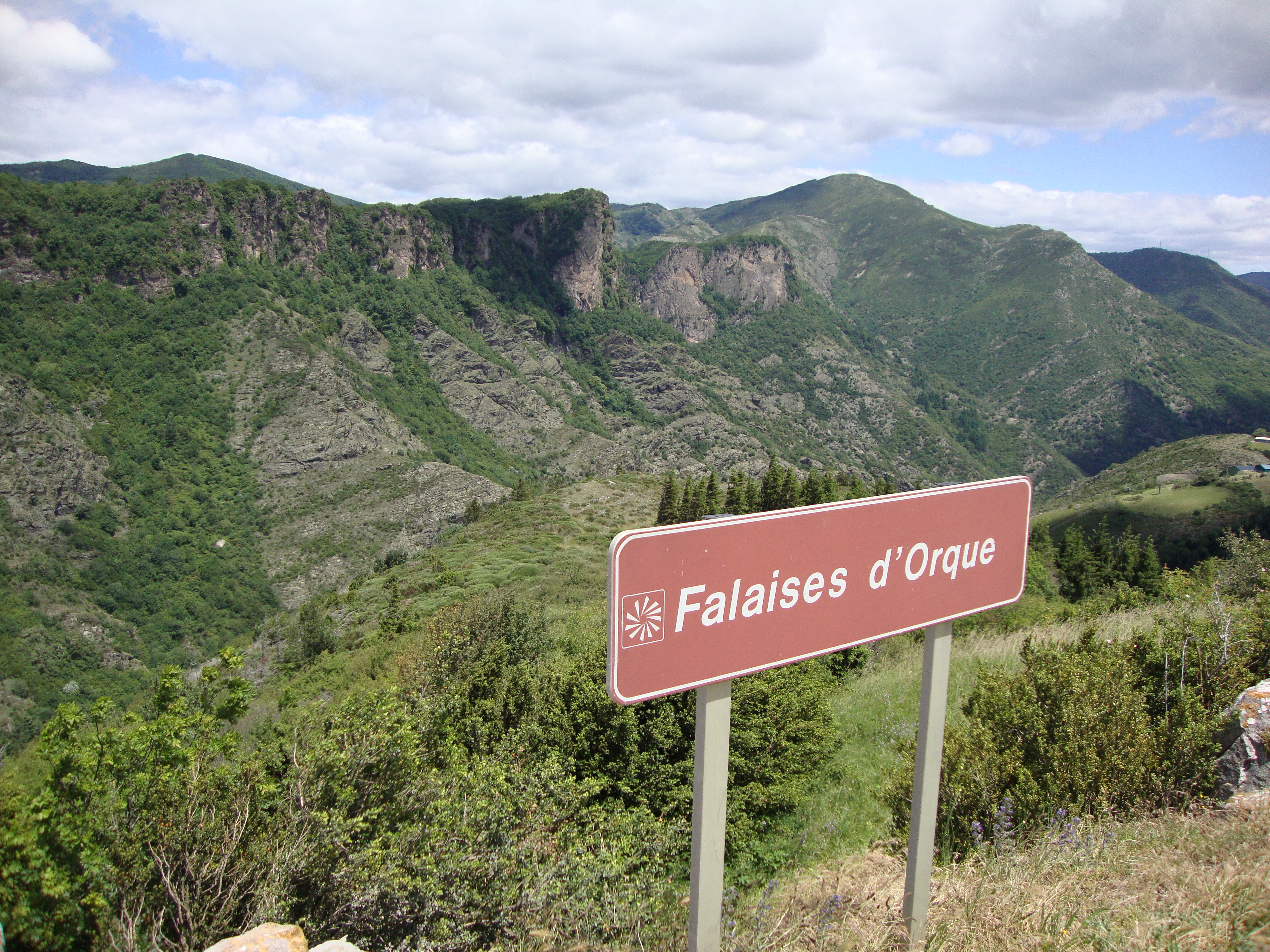
Vue sur les falaises d'OLQUES. (L'IGN a retenu le nom d'ORQUE).

- La chapelle Saint-Eutrope de Castanet-le-Haut est le but d'un pèlerinage annuel chaque 30 avril pour la fête de saint Eutrope de Saintes.
- Église Saint-Amans-de-Mounis, reconstruite en 1851 à la place d'une église romane menaçant ruine.
- Église Notre-Dame de Castanet-le-Haut (existait en 1650). Le presbytère a été construit dans les années 1861-1863 (une étude avec plans datée de 5/1861). En 1899, un projet qui n'a pas vu le jour, devait substituer au clocher-mur actuel un clocher classique. Le parvis actuel est situé à l'emplacement de l'ancien cimetière.

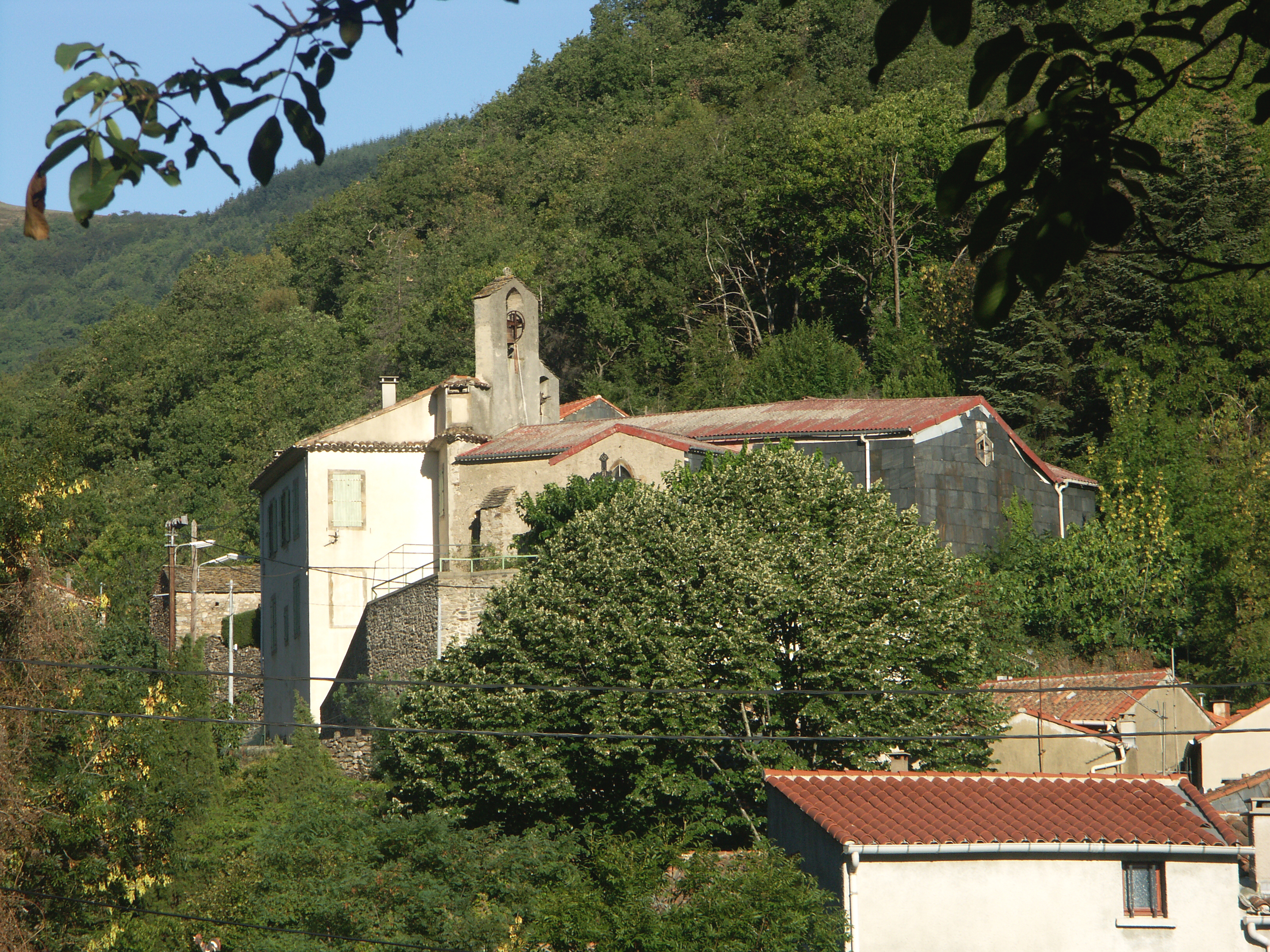
Église Notre-Dame de Castanet-le-Haut
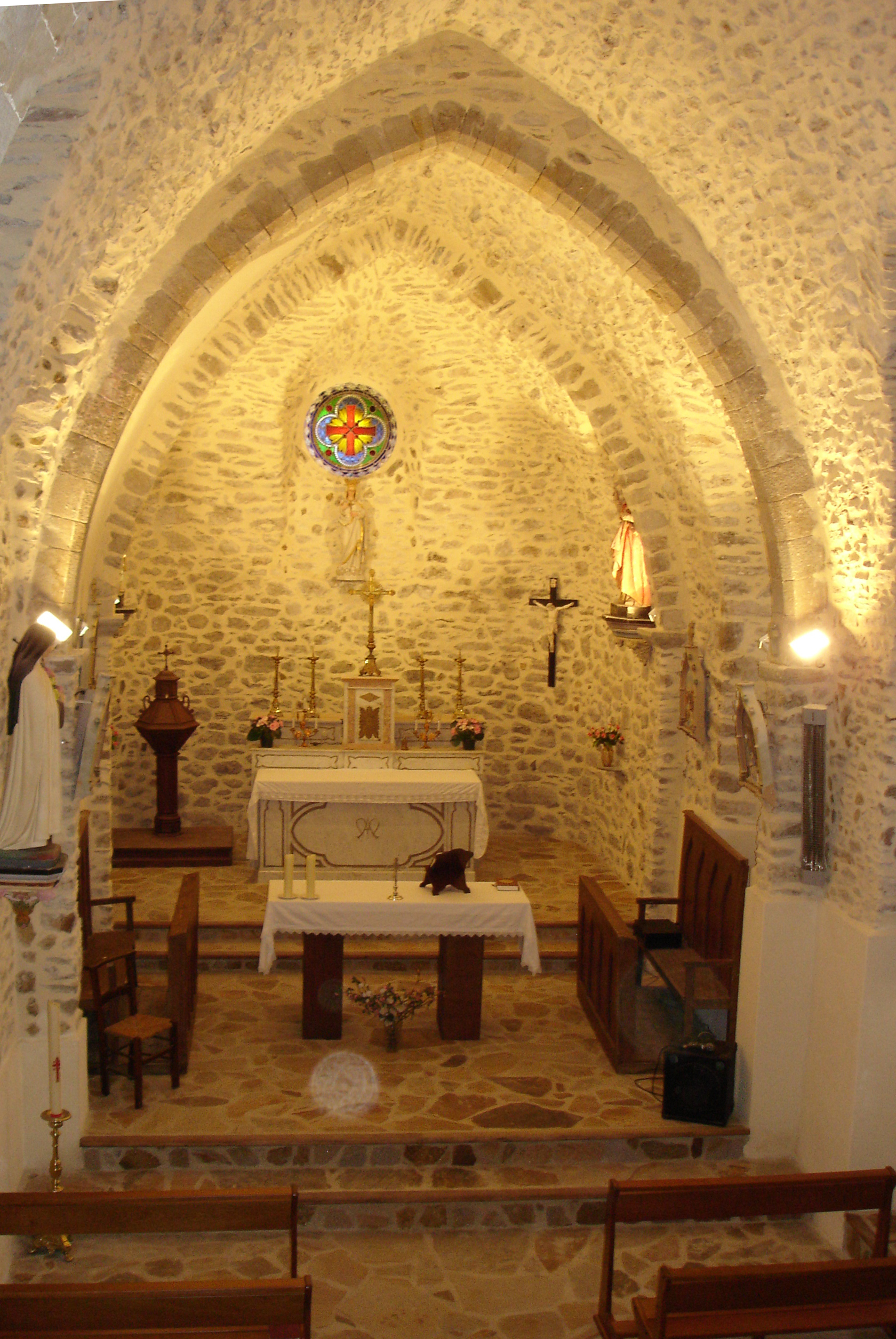
La nef et le chœur de l'Église Notre-Dame de Castanet-le-Haut.
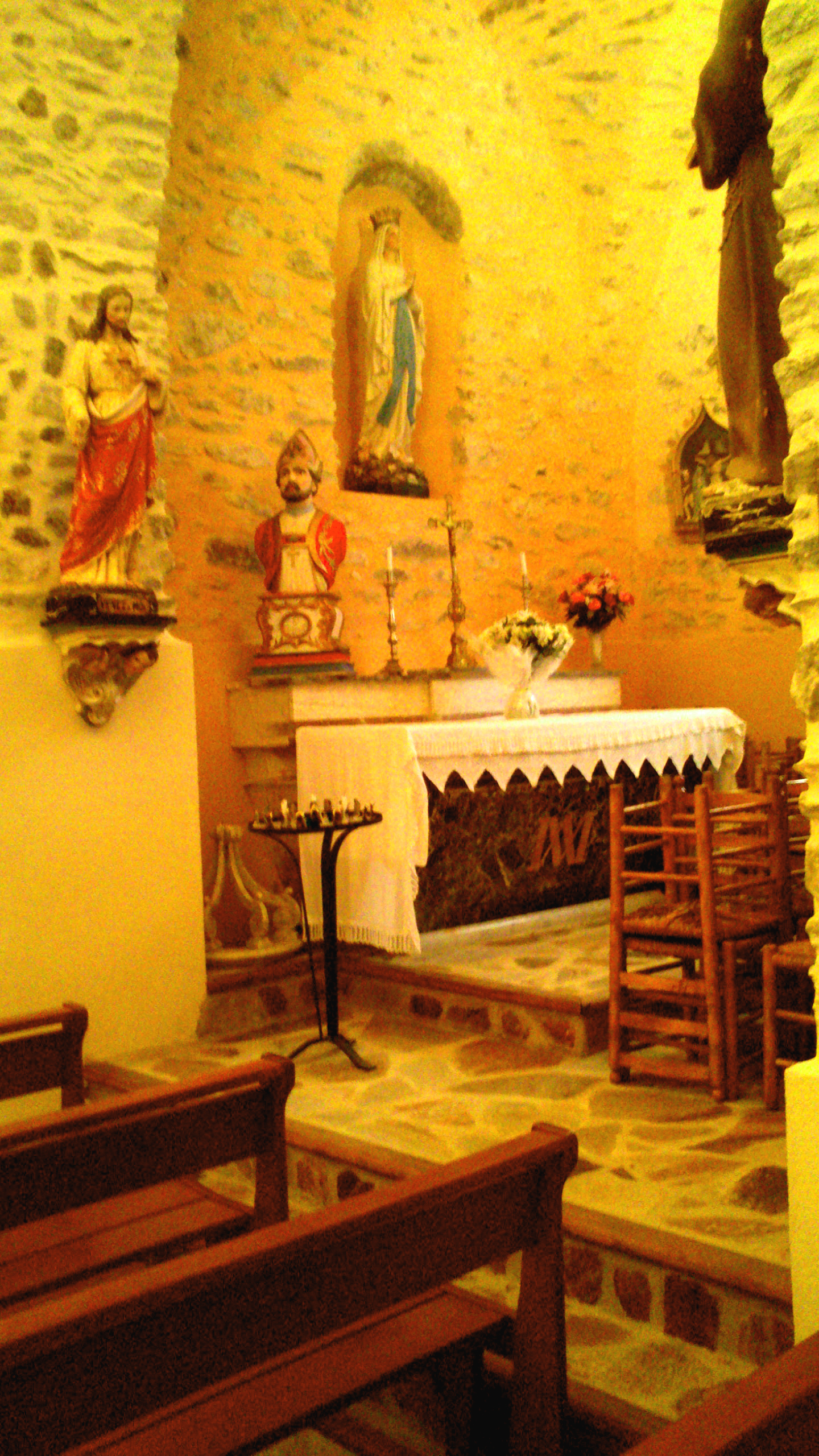
Église Notre-Dame de Castanet-le-Haut. Chapelle de Notre-Dame de Lourdes.
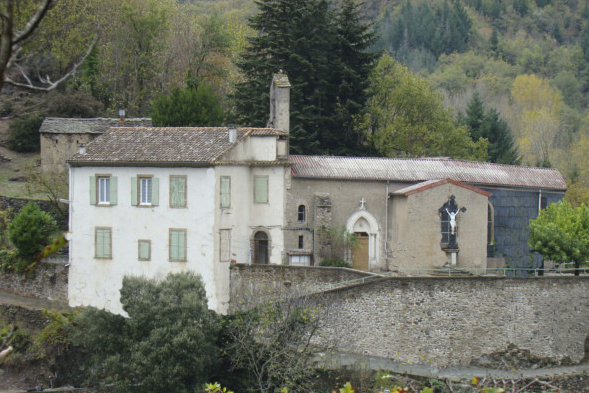
Église Notre-Dame de Castanet-le-Haut et son presbytère.
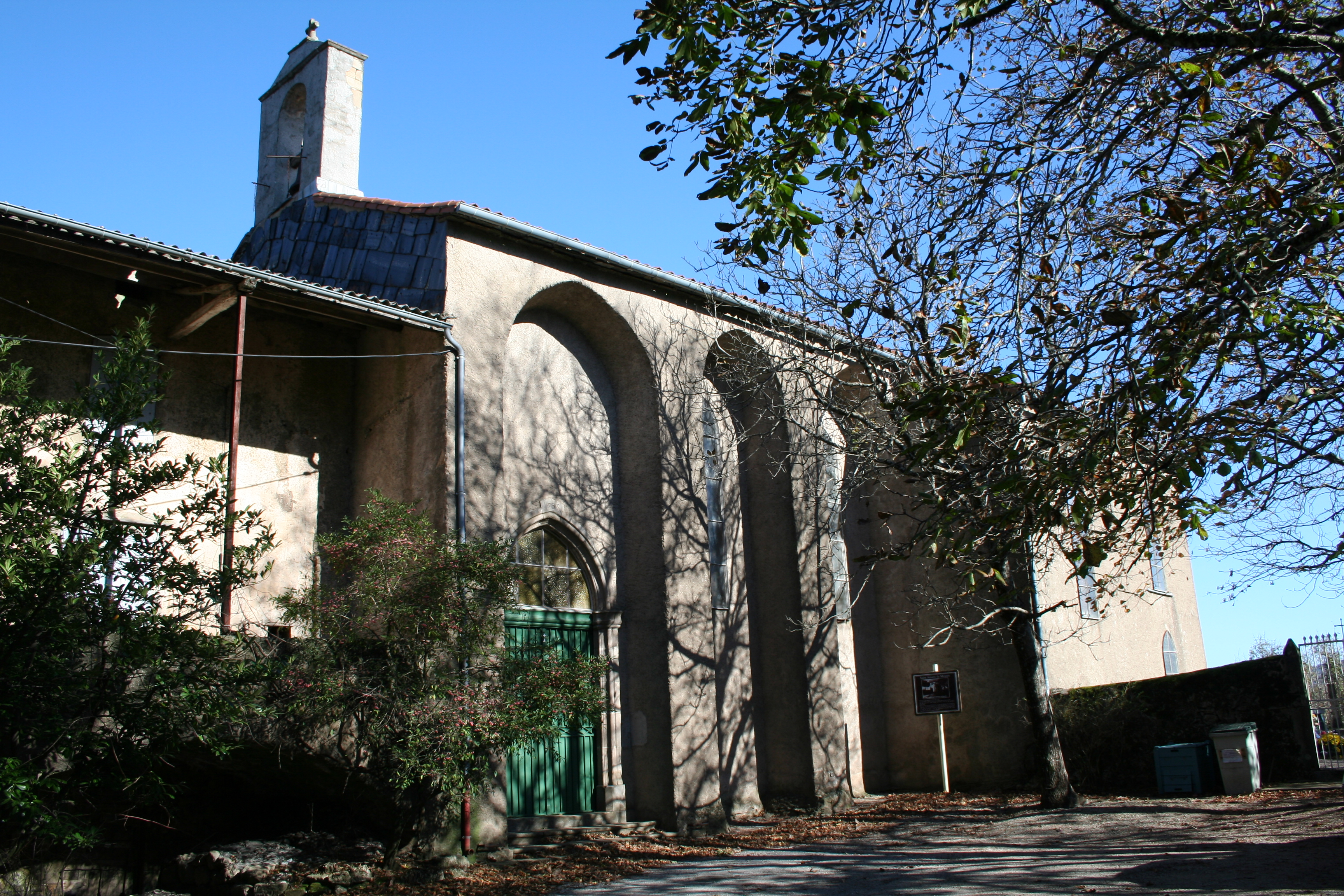
Église de Saint-Amans-de-Mounis.
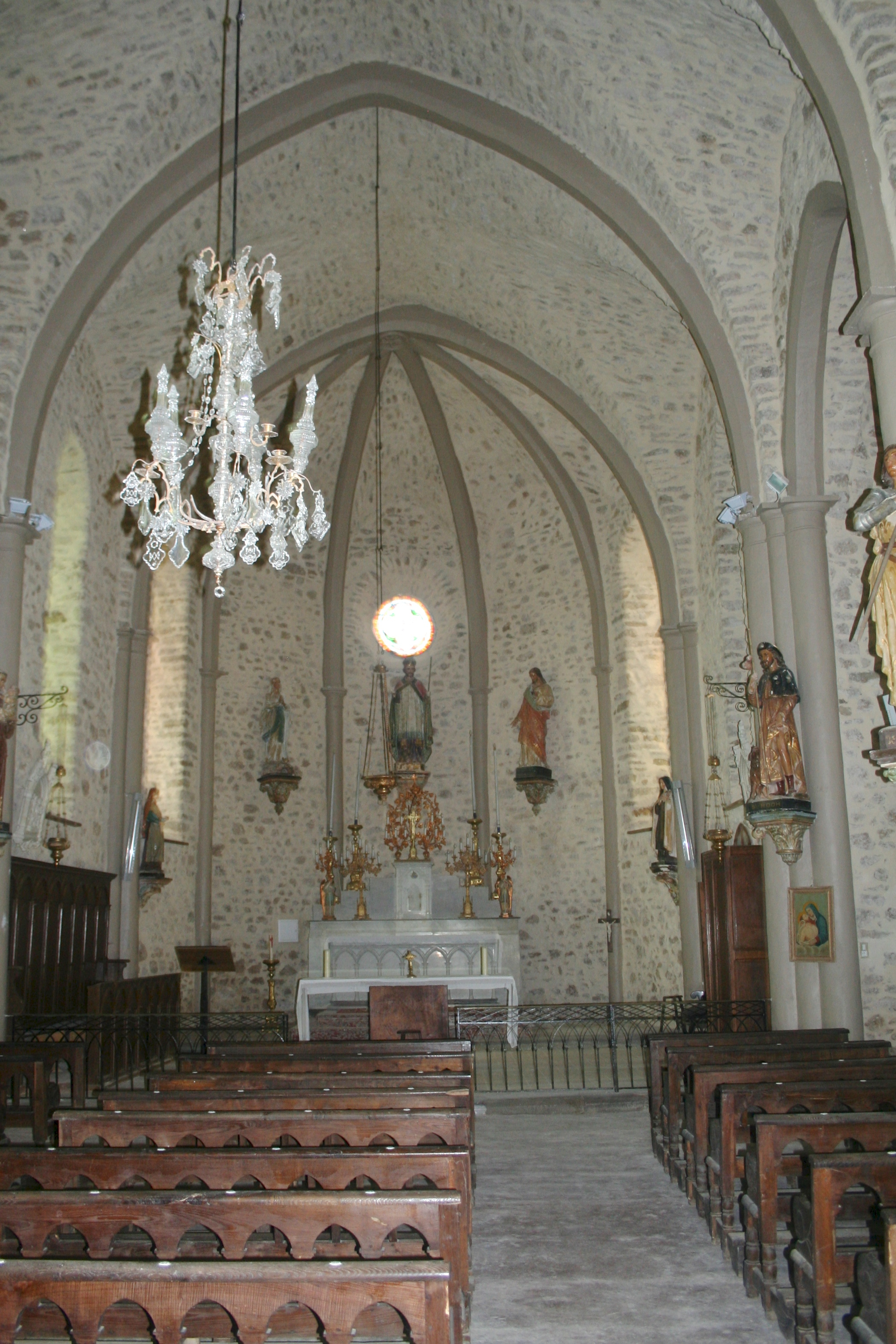
La nef et le chœur de Saint-Amans-de-Mounis.

- Le moulin du Nougayrol (vers 1750). Le 25 février 1847, Marie Delort, célibataire, âgée de 44 ans, sœur de Catherine la propriétaire, en allant ouvrir l'arrivée de l'eau, est tombée dans le gouffre de la rivière et s'y est noyée. En souvenir de ce drame, le gouffre est appelé aujourd'hui « le gouffre de la Femme ».
- À l'entrée du village le moulin de La Saigne du XVIe siècle était "indivis" entre les habitants du village (cité dans des reconnaissances féodales de 1595). En 1810, son toit était encore recouvert de chaume (dans un acte de vente de ce moulin, il est dit en mauvais état). Il a été par la suite recouvert de lauzes. Son meunier Pierre Mas et son épouse Catherine Delort (fille de l'ancien propriétaire du moulin du Nougayrol), exploitaient ces deux moulins. Ce couple est décédé à huit jours d'intervalle en septembre 1870. Les moulins ont alors cessé de tourner.
- Croix de Mounis (table d'orientation).
- Les falaises d'Olque (souvent orthographiées par erreur Orque. Le nom historique attesté dans tous les textes - ancien cadastre, carte de Cassini, tous les actes d'état civil etc.) est bien Olque).
- Point de vue du Pas de la Lauze, muni d'une table d'orientation.
- Ruines du château dit le Castellas.
- Le cimetière wisigothique proche du moulin du Nougayrol. Aujourd'hui il a été fouillé et il ne demeure plus qu'un amas de pierres. Dans les années 1950, il y avait encore des tombes vides faites avec des longues pierres plates.

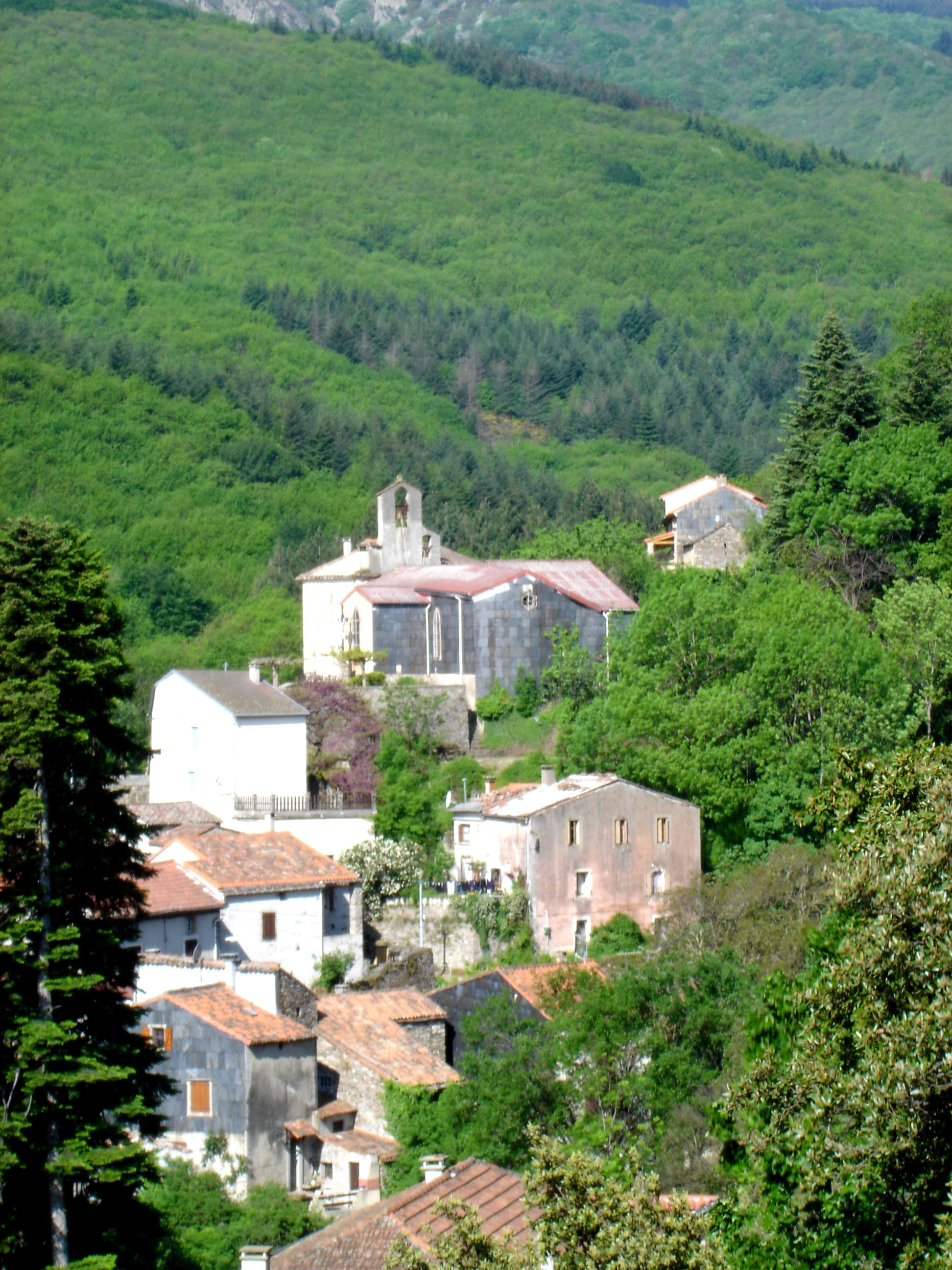
Vue de Castanet
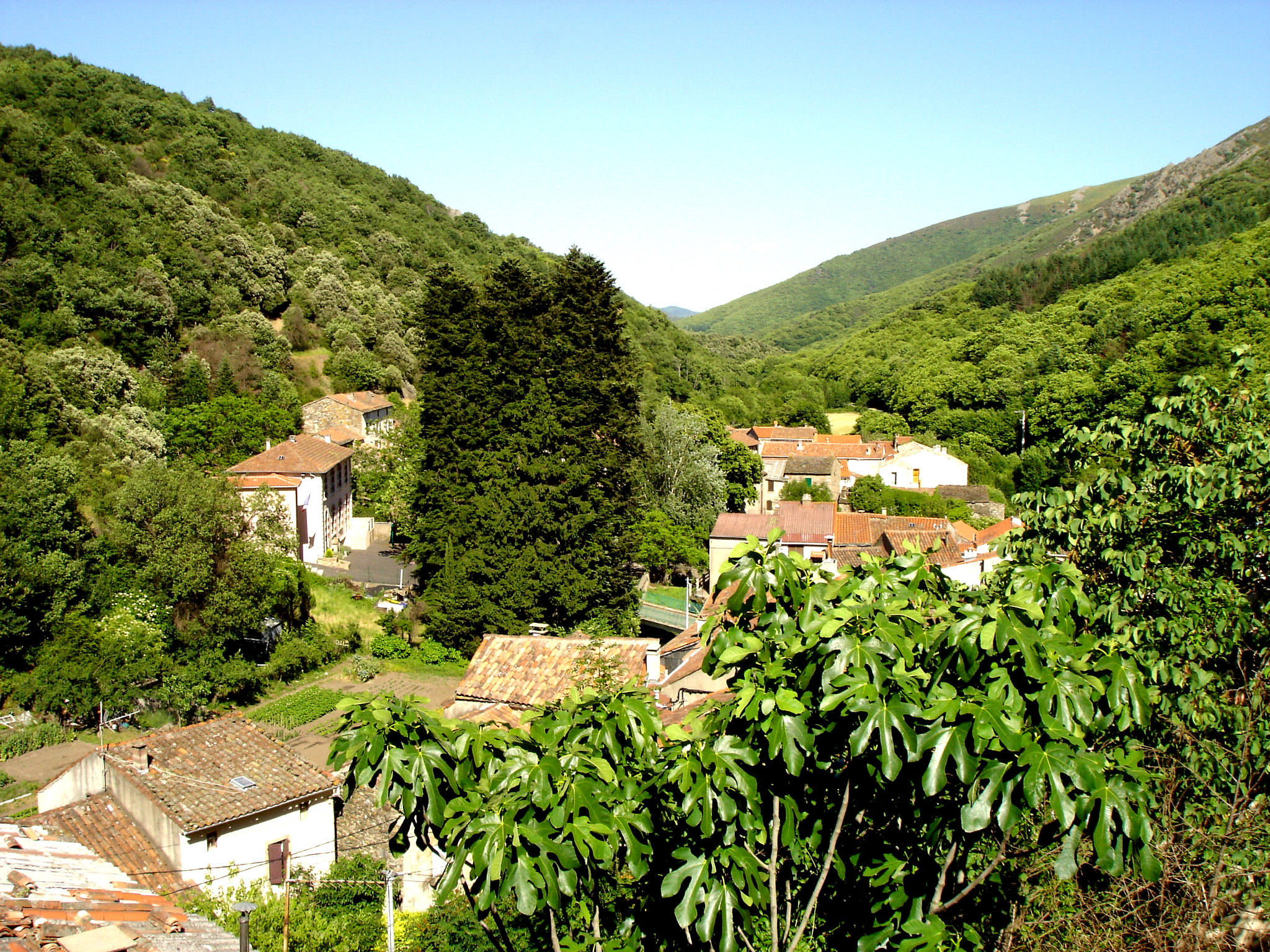
Vue du parvis de l'église
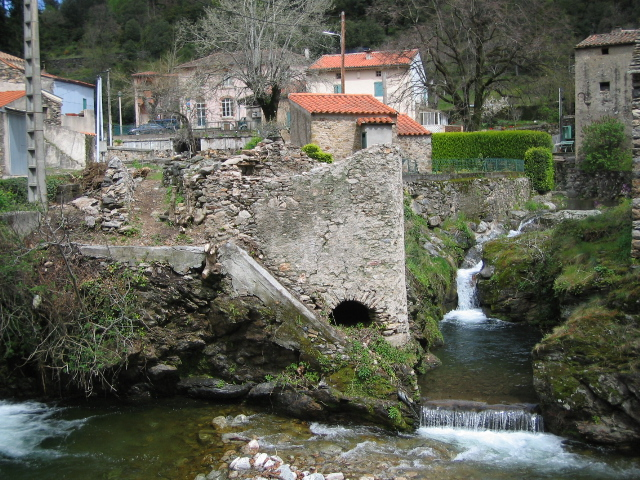
Le moulin de La Saigne du XVIe siècle, sur le ruisseau de Capials.
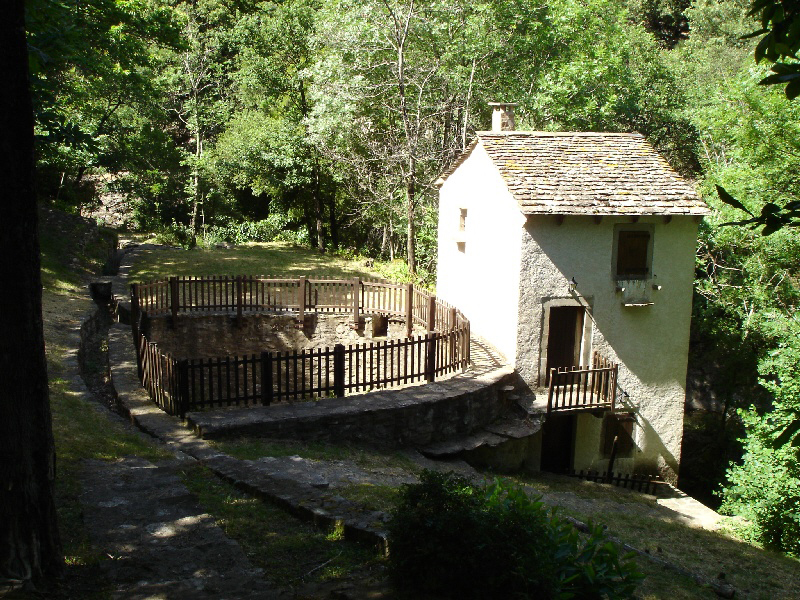
Moulin du Nougayrol.

### Personnalités liées à la commune
- Charles Alliès (1903-1988), homme politique, sénateur de l'Hérault.